# Mihail Fărcășanu
Mihail Fărcășanu (n. 10 noiembrie 1907, București – d. 14 iulie 1987, Washington, D.C., Statele Unite) a fost un jurist, politician și scriitor român. A fost președintele organizației Tineretului Național Liberal din 1940 până în 1946.
Urmărit de autorități pentru acțiunile sale anti-comuniste, a reușit să fugă din țară în 1946, fiind ulterior condamnat la moarte în contumacie. A fost membru în Comitetul Național Român și în Liga Românilor Liberi, fiind ales președinte al acesteia în 1953. A fost primul director al secției române a postului de radio "Europa Liberă".
Principala sa operă literară este romanul "Frunzele nu mai sunt aceleași", publicat în 1946 sub pseudonimul Mihail Villara, roman care a fost distins cu premiul editurii Cultura Națională.

## Genealogie
Familia Fărcășanu descinde din Popa Stoica din Fărcaș, în ținutul Romanaților, preot care a abandonat biserica și a luat armele împotriva turcilor, distingându-se în războaiele lui Mihai Viteazul, care l-a numit agă. În 1595 Aga Fărcaș a comandat o armată cu care a trecut Dunărea, cucerind cetatea Nicopole și cu care a înaintat spre Vidin unde a fost învins de către turci, pierzându-și viața împreună cu mulți alți boieri.
După Aga Fărcaș, familia a avut o succesiune de dregători, printre care se menționează:
- Radu Fărcășanu, mare căpitan în 1639, vistier în 1652, mare stolnic în 1657 și mare vornic;
- Barbu Fărcășanu, mare logofăt și mare vistier în 1674;
- Matei Fărcășanu, mare stolnic în divanul țării din 1731;
- Constantin Fărcășanu, mare serdar, unul din semnatarii memoriului boierilor olteni adresat în 1720 principelui Eugeniu de Savoia în timpul ocupației austriece;
- Enache Fărcășanu, pitar, numit de vodă Mavrogheni ispravnic de Romanați.[1]

## Tinerețe și studii
Mihail Fărcășanu s-a născut la 10 noiembrie 1907 în București, fiu al lui Gheorghe Fărcășanu și al Mariei Fărcășanu (născută Vasilescu).
Tatăl său era licențiat în drept, dar nu a practicat avocatura.
În afară de Mihail, părinții au mai avut încă trei băieți, Gheorghe, Paul (adoptat de un unchi, generalul Paul Zotta) și Nicu, precum și două fete: Margareta (măritată Bottea) și Mia (măritată Lahovari).
Părinții săi au locuit la Râmnicu Vâlcea unde Mihail a urmat școala primară și apoi s-a înscris la Liceul Alexandru Lahovari (în prezent Colegiul Național Alexandru Lahovari), pe care l-a absolvit în 1927, fiind unul din cei mai buni elevi ai promoției sale.
Tot în 1927 s-a înscris la Facultatea de Drept a Universității din București, trecându-și examenul de licență în 1931.
În 1935 pleacă în străinătate pentru a-și completa studiile.
Urmează pentru început cursurile de științe politice de la London School of Economics cu profesorul Harold Laski, care avea vederi socialiste și a devenit ulterior, în perioada 1945–1946, președintele Partidului Laburist englez.
După descrierea Londrei anilor săi de studenție, rezultă că Fărcășanu nu era foarte entuziasmat de sistemul de educație englez.
Este de asemenea posibil să fi considerat vederile profesorului Harold Laski prea radicale și prea orientate spre stânga. Indiferent de motive, Fărcășanu a decis să-și susțină examenul de doctorat la Berlin și nu în Regatul Unit. Își completează studiile juridice în Germania, la Universitatea Friedrich Wilhelm (din 1948 redenumită Universitatea Humboldt) din Berlin. Și-a elaborat teza de doctorat cu titlul "Über die geistesgeschichtliche Entwicklung des Begriffes der Monarchie" ("Despre evoluția istorică a conceptului de monarhie"), sub conducerea celebrului profesor de drept și om de știință german Carl Schmitt. Teza, susținută în 1938, a fost publicată ulterior la editura Konrad Tiltsch din Würzburg. În România teza este tipărită în 1940 sub titlul "Monarhia socială", la editura Fundației pentru Literatură și Artă Regele Carol II, o ediție mult lărgită și completată.
Întors în țară, intră în Partidul Național Liberal (Brătianu). Tot în 1938 se căsătorește cu Pia Pillat, fiica poetului Ion Pillat și a pictoriței Maria Pillat Brateș, devenind cumnat al criticului și romancierului Dinu Pillat și al scriitoarei Cornelia Pillat. Soția sa era nepoată a lui Dinu Brătianu, președintele Partidului Național Liberal.

## Începutul activității de publicist
În 1939 este numit editor șef al revistei « Rumanian Quarterly » organ trimestrial al Societății Anglo-Române. Președintele societății era Nicolae Caranfil, cu care Fărcășanu avea să colaboreze strâns în cadrul Comitetului Național Român și al Ligii Românilor Liberi. Vicepreședinți ai societății erau Zoe Ghețu, George Cretzianu și Fr. Flow, iar secretari onorifici Nicolae Chrissoveloni, Paul Zotta și I. Mateescu. Revista avea menirea de a contribui la cunoașterea valorilor culturale ale celor două țări și să pună în evidență interferențele spirituale ale celor două culturi. Apărută în condiții grafice deosebite, revista cuprindea articole semnate de personalități românești ca Nicolae Iorga, Gheorghe Brătianu, Tudor Arghezi, Matila Ghyka, K.H. Zambaccian, Al. O. Teodoreanu, Cella Delavrancea, Militza Pătrașcu dar și străine ca scriitorii Derek Patmore și Henry Baerlein sau jurnalistul Sir Arthur Beverley Baxter. Fărcășanu semna un important eseu intitulat "The sense of the new political regime of Romania". Din cauza izbucnirii războiului, revista și-a încetat apariția după primul număr.
În septembrie 1940 este numit de către Dinu Brătianu, președinte al Tineretului Național Liberal.  Cu toate că activitatea partidelor politice fusese suspendată de generalul Ion Antonescu, Partidul Național Liberal și-a continuat o anumită activitate, în special în domeniul publicistic. În perioada 1940-1944 Mihail Fărcășanu a  condus redacția oficiosului PNL, "Românul",  a lucrat în comitetul de redacție al revistei "Pământul românesc" și a publicat articole în periodicul antitotalitar, "Viața Nouă". În 1942 publică eseul "Libertate și existență". Între 1943-1944 a fost corespondent de război pe Frontul de Est. La catastrofa de la Cotul Donului nu a lipsit mult ca să fie capturat de ruși dar s-a retras în ultimul moment.
S-au putut organiza întruniri liberale cu un caracter ceva mai restrâns. Astfel, a fost înființată gruparea intelectuală liberală Păreri Libere dintre membrii fondatori făcând parte Mihail Romniceanu, Aurelian Bentoiu, Hurmuz Aznavorian, Costel Țăranu, Dumitru Alimănișteanu, Ion Floroiu și Ionel Alimăneșteanu.  Ulterior au mai fost cooptați Mihail Fărcășanu, Paul Zotta și Ion Zurăscu. Gruparea era un cenaclu în care se discutau atât probleme politice, cât și probleme de cultură, în special de literatură.

## Perioada după 23 august 1944
Imediat după 23 august 1944 este reînființat cotidianul "Viitorul", organul Partidului Național Liberal (interzis din 1938, mai întâi de Carol al II-lea, apoi de Antonescu), iar Mihai Fărcășanu devine directorul ziarului. Prin editorialele pe care le scrie, face din acest ziar o tribună de luptă pentru apărarea libertății, pentru salvarea instituțiilor democratice din România, grav amenințate prin prezența trupelor Armatei Roșii în țară. Datorită articolelor sale pătimașe și vehemente îndreptate împotriva comuniștilor, aceștia au supranumit "Viitorul", Vitriolul. 
În septembrie 1944, la propunerea lui Gheorghe Brătianu, este reales ca președinte al Tineretului Național Liberal. În această calitate, desfășoară o activitate susținută de reorganizare a organizației care redevenise legală și de răspândire a ideilor liberale în cadrul tineretului, în scopul de a forma cadrele care să ducă mai departe aceste idei.
După eliberarea Ardealului de Nord, Ana Pauker s-a deplasat la Cluj unde a ținut un discurs în care, pentru a atrage populația maghiară de partea comuniștilor, afirma că ungurii erau majoritari în cea mai mare parte a orașelor din Transilvania. La 19 noiembrie 1944, Mihail Fărcășanu prezida o reuniune a tineretului liberal în cursul căreia a ținut o cuvântare în care critica vehement afirmațiile Anei Pauker. Era prima critică publică îndreptată împotriva ei și a generat o ripostă violentă din partea presei comuniste. A fost acuzat de a fi un agent al lui Goebbels, un inamic al poporului și al muncitorilor, un adversar al reformei agrare, un sabotor al producției naționale. Când a publicat în ziarul Viitorul traducerea romanului lui Ernest Hemingway For Whom the Bell Tolls (Pentru cine bat clopotele), presa comunistă l-a acuzat de fascism.
Printre primele măsuri ale comuniștilor în drumul lor de a ajunge la putere a fost "epurarea" serviciilor de poliție și siguranță. La presiunea reprezentanților sovietici din Comisia de Armistițiu, Nicolae Penescu (ministru de interne în guvernul Sănătescu) și Nicolae Rădescu (care deținea și portofoliul internelor în guvernul pe care îl conducea) au cedat presiunilor și au îndepărtat din organizațiile respective numeroși ofițeri și agenți, care erau înlocuiți cu alții cu vederi favorabile comuniștilor. Aceste acțiuni au fost aprobate de conducerile Partidului Național Țărănesc și Partidului Național Liberal, care aveau iluzia că, în urma unor asemenea acțiuni, vor fi priviți mai favorabil de Moscova. Acest punct de vedere a fost combătut de Mihail Fărcășanu, care a scos în evidență consecințele nefaste ale infiltrării comuniștilor în organele de poliție și securitate.
În ianuarie 1945 Mihail Fărcășanu  ia parte activă la organizarea Conferinței Pregătitoare a Congresului Tineretului Național Liberal. Conferința, la care Fărcășanu a prezentat cuvântul de deschidere, a avut loc la Sinaia, cu prilejul comemorării a 11 ani de la asasinarea lui I. G. Duca și a repunerii plăcii comemorative din gara Sinaia, distrusă de legionari.
În ziua de 11 februarie 1945, generalul Rădescu rostea în sala Cinematografului ARO (Patria) un discurs în care prezenta politica pe care intenționa să o urmeze guvernul său, inclusiv o reformă agrară mai radicală decât cea înfăptuită ulterior de comuniști. Comuniștii intenționau să împiedice ținerea discursului, dar, printr-o stratagemă, locul întrunirii a fost schimbat în ultimul moment, ceea ce nu a mai permis intervenția comuniștilor. Relatând evenimentele din București, ziarul "Pravda", organul PCUS de la Moscova a publicat un articol în care partidele istorice și "banda lui Fărcășanu" erau acuzate de a fi organizat demonstrația în favoarea generalului Rădescu, deși acesta era încă primul ministru legal al țării. 
La 13 februarie 1945, în timpul unei manifestații împotriva guvernului condus de generalul Nicolae Rădescu, comuniștii scandau: "Cerem arestarea lui Țețu!", "Cerem arestarea lui Fărcășanu!"   . În ultima perioadă a guvernării lui Nicolae Rădescu comuniștii încercau să dezorganizeze partidele "istorice", atrăgând o parte din membrii acestor partide în Blocul Partidelor Democrate (BPD). Astfel facțiunea dizidentă a partidului liberal, condusă de Gheorghe Tătărăscu și cea a partidului țărănesc, condusă de Anton Alexandrescu au părăsit partidele istorice și au intrat în BPD. Asemenea încercări de creare a unor disensiuni s-au orientat și spre organizațiile de tineret. Astfel a avut loc o întâlnire între Mihail Fărcășanu, în calitate de conducător al tineretului liberal și Nicolae Ceaușescu, în calitate de secretar al Uniunii Tineretului Comunist (UTC). În cadrul acestei întâlniri, care a avut loc la sfârșitul lunii februarie 1945, Ceaușescu ar fi încercat să îl determine pe Mihail Fărcășanu să defecteze cu organizația sa, oferindu-i un portofoliu ministerial în următorul guvern. Nu există detalii asupra convorbirii dintre rafinatul doctor în științe politice și ucenicul cizmar absolvent a patru clase primare, dar încercările lui Ceaușescu de a-l recruta pe Fărcășanu au fost un eșec total.
Discuțiile cu privire la atitudinea partidelor istorice au urmat și după preluarea puterii de către guvernul Petru Groza. Iuliu Maniu susținea menținerea strategiei de opoziție pe care partidul o adoptase în trecut, atât în perioada când fusese deputat la Budapesta, cât și după primul război mondial, chiar și în perioada în care partidele fuseseră legal interzise. Acest punct de vedere a fost acceptat și de Dinu Brătianu, care era mai puțin convins de corectitudinea acestei politici, dar care considera că trebuie să adopte un punct de vedere comun cu cel al țărăniștilor. Mihail Fărcășanu a căutat să-i convingă că o asemenea atitudine constituia o eroare, cu urmări greu de calculat. După Fărcășanu, speranța că excesele comuniștilor vor fi limitate printr-o intervenție a occidentului era o iluzie și includerea în guvernul Groza a unor reprezentanți dizidenți ai partidului liberal, cum era Gheorghe Tătărăscu, nu trebuia interpretată ca expresia unei dorințe de colaborare a comuniștilor cu alte partide. Maniu, Brătianu și mulți alți conducători ai celor două partide au plătit cu viața subevaluarea pericolului comunist. Dar opoziția energică a lui Mihail Fărcășanu a deranjat pe mulți dintre conducătorii țărăniști, care îl considerau pe Fărășanu lipsit de experiență și atitudinea lui ca arogantă în fața unor politicieni cu vechi state de serviciu. Aceste divergențe arată de ce țărăniștii l-au tratat pe Fărcășanu cu o dușmănie perpetuă, chiar și în emigrație.
În toamna anului 1945, Mihail Fărcășanu a participat, din partea Tineretului Național Liberal, la organizarea marei manifestații care a avut loc în Piața Palatului, la 8 noiembrie, ziua onomastică a regelui, manifestație care a fost brutal reprimată de forțele comuniste. Rapoartele organelor de siguranță au scos în evidență rolul lui Mihail Fărcășanu și al lui Constantin Bebe Brătianu.
În ultima zi a anului 1945 au sosit la București delegații puterilor aliate Sir Archibald Clark-Kerr, Averell Harriman și Andrei Ianuarievici Vâșinski. În urma discuțiilor, au fost cooptați în guvern ca miniștri fără portofoliu Emil Hațieganu din partea Partidului Național  Țărănesc și Mihail Romniceanu din partea Partidului Național Liberal. În februarie 1946 a fost autorizată și publicarea oficioaselor celor două partide. Deoarece titlul ziarului Viitorul fusese preluat de dizidența partidului liberal condusă de Gheorghe Tătărăscu, Partidul Național Liberal a decis ca noul oficios al partidului să fie numit Liberalul, titlu care fusese folosit în trecut de numeroase periodice liberale, dintre care cel mai cunoscut era cel care fusese publicat la Iași sub conducerea lui Nicolae Gane și apoi al lui George G. Mârzescu. Fiind urmărit de autorități, Mihail Fărcășanu nu a mai preluat conducerea ziarului, care i-a revenit lui Azra Berkowitz.
În această perioadă Mihail Fărcășanu organizează un ciclu de trei conferințe care trebuiau să se țină în sala de conferințe a Fundației Carol I în zilele de 12, 19 și 26 mai 1945.  Inspirate dintr-un citat din Constantin I. C. (Dinu) Brătianu: "Libertățile se cuceresc uneori fără jertfe. Dar ele nu se pot menține decât cu jertfe", conferințele, la care se înscriseseră zece conferențiari, urmau să se desfășoare după următorul program:
- I.  Cucerirea libertății – conferențiari Mihail Fărcășanu, Dan Amedeu Lăzărescu, Radu Câmpeanu;
- II. Pierderea libertății – conferențiari George Fotino, Victor Papacostea, C.C. Zamfirescu;
- III. Recâștigarea libertății – conferențiari Alice Voinescu, Paul Dimitriu, Paul Zotta, Mihai Popescu.

La prima conferință, după primele cuvinte rostite de Mihail Fărcășanu, au izbucnit de la balcon zbierete amestecate cu invective, ale unui grup de agitatori ai PCR, lozinca repetată la nesfârșit fiind "Vi s-au luat moșiile". Fărcășanu a încercat zadarnic să înceapă un dialog cu agitatorii. Conferința nu a putut fi ținută, ceea ce a fost interpretat ca o biruință a elementelor disturbatoare. Totuși, tocmai modul comuniștilor de a întrerupe conferința a demonstrat, dacă mai era necesară o demonstrație, că cei care aveau funcții în PCR echivalente cu cele ale lui Fărcășanu, adică Nicolae Ceaușescu, conducătorul tineretului comunist și Silviu Brucan, redactorul șef al ziarului "Scânteia", nu erau în stare să ia parte la o dezbatere în cadrul căreia să-și susțină ideologia, trebuind să recurgă la grupuri de derbedei care să perturbe dezbaterile. De altfel, chiar lozinca principală scandată de agitatorii comuniști, dovedea că acuzația pe care  Fărcășanu o adusese comuniștilor cu prilejul conferinței de la Sinaia pentru comemorarea lui I.G. Duca, anume că urmăreau egalizarea în sărăcie a întregii populații, era corectă. Acțiunea cu care se lăudau comuniștii era exproprierea bunurilor, nu împroprietărirea celor nevoiași, linia egalizării în bunăstare fiind cea susținută de liberali și combătută de comuniști.
Secretarul general al PNL, Constantin (Bebe) Brătianu,  care lucrase cu Teohari Georgescu în perioada guvernului Rădescu, a reușit să-l convingă pe acesta să accepte reprogramarea conferințelor fără intervenția agitatorilor comuniști. La 19 mai Fărcășanu a reușit să prezinte prima conferință, însă, tot din ordinul Ministerului de Interne, celelalte două conferințe ale ciclului au fost interzise. A fost ultima apariție a lui Mihail Fărcășanu într-o acțiune publică din România.
În mai 1946, Direcția Generală a Poliției a redactat o sinteză referitoare la Partidul Național Liberal (Dinu Brătianu), deși poliția de ordine publică, nu era abilitată să facă analize politice. Raportul susține că Mihail Romniceanu ar fi emis în numele conducerii PNL un ordin secret, care a fost transmis de secretarul său Nicolae Magherescu către toate organizațiile partidului. În conformitate cu acest ordin, organizațiile urmau să treacă imediat la la organizarea unei poliții secrete permanente a PNL, care să participe la toate întrunirile electorale. Raportul mai arăta că trebuiau formate și puternice organizații de agenți informatori, care să înainteze săptămânal rapoarte scrise. Această poliție secretă a PNL ar fi fost coordonată de Mihail Fărcășanu. O organizație similară ar fi fost organizată de Partidul Național Țărănesc, sub conducerea lui Corneliu Coposu. Aceste servicii secrete nu au existat niciodată, dar raportul a fost suficient pentru a determina urmărirea lui  Mihail Fărcășanu  care a fost nevoit să intre în clandestinitate.

## Plecarea din țară
Conștient că viața îi este în pericol dacă rămâne în România, Mihail Fărcășanu a făcut pregătiri pentru a fugi din țară. El a fost ajutat de Matei Ghica-Cantacuzino, un vechi prieten, pilot de performanță, care fusese și pilot militar pe frontul de est, ajungând până la Stalingrad, unde participase la bombardarea gării din oraș la 5 octombrie 1942. Ghica-Cantacuzino plecase după război din România, însă se reîntorsese cu intenția de a ajuta anumiți prieteni să fugă.
S-a convenit cu familia Fărcășanu că evadarea în Occident va avea loc, în octombrie 1946, de pe un mic aeroport militar din Caransebeș. Un bombardier de un tip mai vechi, care tocmai fusese reparat și care trebuia readus la baza sa de la Brașov, urma să fie utilizat în acest scop. O comisie guvernamentală sosise cu o zi înainte la Caransebeș pentru a inspecta avionul și pentru a se asigura că avionul nu avea pasageri clandestini la bord, iar cantitatea de benzină din rezervor nu era mai mare decât cea necesară unui zbor de aproximativ 300 de km, distanța în linie aeriană între Caransebeș și Brașov.
În înțelegere cu Matei Ghica-Cantacuzino, mecanicul avionului modificase însă indicatorul de benzină, care arăta un rezervor umplut parțial când în realitate avionul era cu plinul făcut. Mihail Fărcășanu, împreună cu soția sa Pia și prietenul lor, Vintilă Brătianu stăteau ascunși în niște boschete din apropierea pistei de decolare. Avionul a început să ruleze pe pistă, sub privirea comisiei guvernamentale de la București, având la bord numai pe Matei Ghica-Cantacuzino care pilota avionul și pe mecanicul de bord. Ajuns la capătul pistei, într-un loc în afara razei vizuale a micului turn de control, pe când avionul își ambala motoarele, soții Fărcășanu și Vintilă Brătianu au sărit în avion care a decolat imediat.
În spațiul aerian al Iugoslaviei avionul a fost reperat de aviația de vânătoare și a fost nevoie de toată dibăcia lui Matei Ghica-Cantacuzino să o evite, zburând printre nori. Avioanele iugoslave au tras asupra lor și avionul a fost chiar atins de gloanțe. Cu benzina în bună parte consumată, avionul a început traversarea Mării Adriatice, în condiții foarte dificile, deoarece pe lângă faptul că rezervoarele erau aproape goale, în urma tirurilor iugoslave, avionul nu mai avea niciun aparat în funcțiune în afară de altimetru. Cu ultimele picături de benzină au reușit să aterizeze pe un aeroport militar la Bari, în Italia. Ivor Porter, care în acea perioadă lucra la Legația Regatului Unit din București și era la curent cu tentativa de evadare, avea gata pregătită o telegramă pe care a expediat-o de la București la Bari, pentru ca fugarii să fie luați imediat sub protecția forțelor aeriene britanice. În memoriile sale Ivor Porter susține că, în lipsa acestui mesaj, exista riscul ca fugarii să fie retrimiși în țară. Evadarea a fost descrisă de Ivor Porter în cartea sa "Operația Autonomous"  Evadarea face și subiectul romanului "Zbor spre libertate. Scrisori din exil", de Pia Pillat Edwards (sub pseudonimul Tina Cosmin), prima soție a lui Mihail Fărcășanu. Romanul a fost tipărit inițial în limba engleză, la Londra, în 1972 sub numele The Flight of Andrei Cosmin, fiind apoi publicat, în traducere românească, de către editura Humanitas în 2002. Personajele romanului au nume fictive: astfel Matei Ghica Cantacuzino are în roman numele de Ștefan Criveanu, iar Ivor Porter numele de Chris Nelson.

## Condamnarea de către regimul comunist
Mihai Fărcășanu reușise să plece din țară în ultimul moment în care aceasta mai era posibil. Cu câteva zile mai târziu a început procesul unei presupuse "Mișcări Naționale de Rezistență", primul din seria de procese politice de tip stalinist din România. Prima notă referitoare la această mișcare a fost emisă la 27 iulie 1945 de "Direcțiunea Generală a Poliției" care preciza că "Mișcarea de rezistență organizată de partidele reacționare este dirijată de generalul Aurel Aldea, fost ministru de Interne, care are comanda acestei organizații.." Generalul Aurel Aldea a fost arestat la 27 mai 1946, fiind acuzat că ar fi avut în subordine o organizație intitulată "Graiul sângelui", înființată de Ion Vulcănescu, fost secretar particular al lui Nicolae Rădescu.
Nu există informații exacte asupra acestei Mișcări Naționale de Rezistență. Declarațiile smulse sub tortură ale inculpaților, care nu au fost confirmate de nicio sursă independentă, nu constituie informații credibile. Este posibil ca generalul Aldea să fi avut intenția să organizeze o mișcare de rezistență și chiar să fi avut discuții în această privință cu Mihai Fărcășanu, adept al unei opoziții active față de regimul comunist, și cu alți politicieni. În orice caz, mișcarea nu a trecut niciodată de stadiul de intenție și nu a fost concretizată. Au existat mișcări ale unor grupuri paramilitare în nordul Ardealului, cum era mișcarea "Sumanele Negre", însă aceste mișcări nu erau coordonate nici de Aldea, nici de politicienii din București. După ieșirea din detenție, Ion Vulcănescu a declarat că organizatia "Graiul sângelui" nu existase de fapt, fiind un simplu proiect, descoperit de Siguranță pe parcursul perchezițiilor efectuate în imobilul de pe Strada Clopotarii Vechi nr. 4, după fuga lui Nicolae Rădescu din țară.
Procesul în care au fost implicați generalul Aurel Aldea și încă aproape 100 de militari și civili, desfășurat între 11 și 18 noiembrie 1946, s-a încheiat prin sentințe draconice.
În afară de conducători ai "Sumanelor Negre" ca locotenent-colonel Eugen Plesnilă, Dumitru Șteanta sau Nicolae Paliacu au fost condamnați la muncă silnică pe viață și generalul Aurel Aldea, fost ministru de interne în guvernul generalului Constantin Sănătescu, și generalul Constantin Eftimiu fost ministru al lucrărilor publice și comunicațiilor în același guvern. Mulți acuzați au fost condamnați, în contumacie, tot la muncă silnică pe viață; unii dintre ei ca Mihai Fărcășanu,  Vintilă Brătianu (Vintilică) și Horațiu Comăniciu reușiseră să fugă în străinătate. Alții însă, printre care amiralul  Horia Macellariu, scriitorul și jurnalistul Emil Bocșa-Mălin (PNT) și fizicianul Gheorghe Manu  au fost arestați ulterior.
Printre cei condamnați la durate de detenție mai reduse se menționează, generalul Nicolae Rădescu, fruntași ai Partidului Național Țărănesc printre care Valer Pop, Ilie Lazăr, Cornel Pop, Lazăr Pop, Marius Pop și Octavian Fedorciuc și persoane fără apartenență politică printre care Anghel Capră și Theodor Manicatide.
Conform practicilor comuniste, au fost supuse la represalii și rudele lui Mihail Fărcășanu. Astfel,
- Fratele său, Paul Zotta Fărcășanu, doctor în chimie și ziarist liberal la "Viitorul" a fost arestat în 1951 și a murit la Canalul Dunăre-Marea Neagră după numai un an.
- Fratele său, Nicolae Fărcășanu, a fost arestat în 1951, fiind condamnat abia în 1959 la 15 ani închisoare, pentru delictul de "uneltire contra ordinei sociale", stigmatizat la proces ca "frate al trădătorului Fărcășanu". A fost grațiat în 1964, însă urmărit până în 1975.[14]
- Pia Bader-Fărcășanu, fiica lui Nicolae Fărcășanu a fost împiedicată să se prezinte la examenul de admitere la vreo facultate, lucrând ca muncitoare calificată; abia în 1963, beneficiind de o relaxare a constrângerilor politice, a reușit să se înscrie la Facultatea de Chimie Industrială din Timișoara. În 1987, a emigrat legal în Rebublica Federală Germania.[3]
- Cumnatul lui Mihail Fărcășanu, poetul Dinu Pillat, a fost condamnat în 1958 la muncă silnică în procesul Noica-Pillat, printre acuzațiile aduse fiind și legătura lui cu Mihail Fărcășanu.
- Vărul său, Ion Zurescu, ziarist și colaboratorul său la "Viitorul", a fost arestat și a murit în închisoarea de la Aiud în 1960.
- Sora sa, Margareta Bottea, a fost anchetată ani de zile de organele de Securitate din București în legătură cu activitatea fratelui ei, în tot decursul anilor 1960-1970.[3]

## Activitatea în emigrație
Mihail Fărcășanu s-a stabilit, împreună cu soția sa, Pia, la New York, unde devine unul din elementele cele mai active ale emigrației românești din Statele Unite. El s-a angrenat imediat în organizarea politică a exilului românesc. În urma acestor acțiuni, în ianuarie 1948, a Consiliul Partidelor Democratice Române. Consiliul urma să coordoneze acțiunile politice ale reprezentanților partidelor democratice în afara zonei de influență sovietice și să organizeze formarea unui Comitet Național Român. Mihail Fărcășanu era unul din reprezentanții Partidului Național Liberal în acest Consiliu.

### Participarea la mișcarea europeană internațională
După încheierea celui de-al doilea Război Mondial, marii vizionari ai construcției europene, Winston Churchill, Jean Monnet, François Mitterand, Robert Schuman, Altiero Spinelli, Konrad Adenauer, Grigore Gafencu, Alcide de Gasperi și Paul Henry Spaak au simțit nevoia unui organism internațional care să contribuie la unificarea națiunilor dezbinate, militând pentru respectarea drepturilor omului și pentru menținerea păcii.
În perioada 7 - 11 mai 1948 s-a organizat la Haga Congresul Europei sub președinția lui Winston Churchill, data fiind aleasă astfel încât să coincidă cu împlinirea a trei ani de la semnarea armistițiului de încetare a celui de al doilea război mondial în Europa. Ca urmare a deciziilor congresului, la 25 octombrie 1948 a fost înființată Mișcarea Europeană Internațională, organizație neguvernamentală formată din personalități politice din diferite țări europene, care se declarau susținători ai principiului unei Europe unite. România era reprezentată de Grigore Gafencu, Nicolae Caranfil, Mihail Fărcășanu și Iancu Zissu, care au semnat documentele de constituire în calitate de membri fondatori.
Secțiunea Română a Mișcării Europene (MERO) a fost condusă inițial de Grigore Gafencu, care a avut o activitate remarcabilă atât la Congresul de la Haga, cât și în perioada care i-a urmat. Apoi, timp îndelungat, secțiunea a fost condusă de George Ciorănescu. Printre precursorii integrării României în Uniunea Europeană se numără acest grup restrâns de politicieni români din exil, din care făcea parte și Mihail Fărcășanu.

### Comitetul Național Român
În 1948 este numit membru al Partidului Național Liberal al Comitetului Național Român în calitate de reprezentant al Partidului Național Liberal. În cadrul comitetului au apărut însă divergențe atât cu privire la rolul comitetului, cât și la componența lui. Mihail Fărcășanu susținea că rolul principal al comitetului era să reprezinte colectivitatea românească din exil și considera nerealistă poziția reprezentanților național-țărăniști care considerau comitetul ca un guvern român în exil. De asemenea, Mihail Fărcășanu considera că, din punct de vedere numeric, Partidul Național Liberal era subreprezentat în comitet. La 15 decembrie 1949, Fărcășanu propune cooptarea lui Vintilă Brătianu în locul rămas vacant prin decesul lui Grigore Niculescu-Buzești. Deși propunerea a fost votată, ea nu a fost transmisă regelui Mihai pentru aprobare, din cauza obiecțiilor grupului țărănist.
Ca urmare a acestui refuz, Mihail Fărcășanu decide retragerea Partidului Național Liberal din Consiliul Partidelor Politice și îl informează pe regele Mihai că partidul liberal își reia libertatea de acțiune față de celelalte partide.
Discuțiile cu privire la componența comitetului au continuat în cursul anului 1950, o parte din membrii comitetului susținând necesitatea lărgirii comitetului și atragerii unui număr mai mare de reprezentanți ai emigrației române în activitățile comitetului. La 14 septembrie 1950, Nicolae Rădescu, Nicolae Caranfil, Mihail Fărcășanu și Grigore Gafencu au semnat o "încheiere" în care își prezentau punctul de vedere.
Noi ședințe ale Comitetului, cu numărul redus de membri, au avut loc la 9, 11 și 13 octombrie 1950. Procesul verbal ale acestor ședințe consemnează că comitetul a luat "act de retragerea, din propria lor voință, a d-lor general Rădescu, N. Caranfil, M. Fărcășanu și Gr. Gafencu din Comitetul Național".  Afirmația din procesul verbal respectiv este incorectă, neexistând nicio dovadă că vreunul dintre cei patru membri menționați ar fi demisionat din comitet.

### Postul de radio Europa Liberă
În 17 martie 1949, Guvernul Statelor Unite înființase,  Comitetul pentru o Europă Liberă  (National Committee for a Free Europe), în cadrul căruia a fost creat un subcomitet pentru Radio și Presă, care avea însărcinarea de a pune la dispoziția personalităților politice originare din Europa Centrală și de Est modalități de a  transmite ideile lor țărilor din care plecaseră. 
Comitetul a înființat Postul de Radio Free Europe care emitea din Germania, utilizând transmițătorul pe unde scurte de 7,5 kW poreclit “Barbara” Oficiul Serviciilor Strategice ale Statelor Unite instalat la Lampertheim, lângă Frankfurt . Conducerea secției române a postului de radio, cunoscută sub denumirea "Radio Europa Liberă" i-a fost încredințată lui Mihail Fărcășanu.
La data de 14 iulie 1950 românii au putut auzi prima emisiune care le era destinată. Datorită eforturilor lui Mihail Fărcășanu, limba română a fost a doua limbă în care se trasmiteau știrile, postului (prima fiind transmisiunea în limba cehă din 4 iulie 1950). Au urmat la 4 august 1950 transmisiunile în limba poloneză și maghiară și la 11 august de cele în limba bulgară.
Pornind activitatea de la început, Fărcășanu a avut atât sarcina de a structura emisiunile postului de radio, cât și cea de a recruta întreg personalul postului de radio.
Din echipa de colaboratori ai postului făcea parte și Pia Pillat, soția lui Mihail Fărcășanu.
Chiar dacă directorii care i-au urmat au adus îmbunătățiri programelor și au adus alți colaboratori, concepția de bază stabilită de Fărcășanu a fost menținută practic pe toată existența postului.
În perioada când conducea secția română a postului Europa Liberă, Mihail Fărcășanu a avut de suferit neplăceri în viața sa de familie. În 1952 s-a despărțit de soția sa, Pia, fapt care l-a afectat mult.
Postul de Radio Europa Liberă era finanțat de Congresul Statelor Unite și era gestionat de Agenția Centrala de Investigații (Central Investigation Agency - CIA). În primii ani de existență ai postului de radio, CIA și Departamentul de Stat al Statelor Unite elaborau directive de principiu referitoare la  conținutul politic al emisiunilor postului. În continuare, se pusese la punct un sistem de negociere la care participau reprezentanți ai CIA, ai Departamentului de Stat și al postului pentru stabilirea elementelor de detaliu referitoare la politica transmisiunilor. Mihail Fărcășanu era nemulțumit de acest mod de lucru, în special de condițiile pe care CIA le impunea orientând emisiunile spre prezentarea punctului de vedere american, pe care adeseori el îl considera incorect. Astfel, autoritățile americane au cerut ca emisiunea în limba română să nu se mai difuzeze știri referitoarea la Basarabia și Bucovina, deoarece Statele Unite recunoscuseră alipirea lor de Uniunea Sovietică.
Din cauza acestor divergențe, în 1953 Fărcășanu a demisionat din funcția de director al secției române. În locul său a fost numit Camil Ring ziarist de orientare social-democrată, fost coproprietar al ziarului "Semnalul", care însă nu avea statura politică a lui Mihail Fărcășanu.

### Liga Românilor Liberi
După despărțirea de Comitetul Național Român, în 1950, un grup format din generalul Nicolae Rădescu , Grigore Gafencu, Nicolae Caranfil, Mihail Fărcășanu și Citta Davila iau inițiativa de înființare a Ligii Românilor Liberi din Statele Unite ale Americii. Printre fondatorii Ligii se numără  Viorel V. Tilea, generalul Ion Gheorghe,  Citta Davila, doctorul George Emil Palade, Emil Ghilezan, Brutus Coste, Barbu Niculescu, Vintilă Brătianu (Vintilică) , Titu Rădulescu-Pogoneanu, Matei Ghika-Cantacuzino, Florin Zaharia, Barbu Niculescu și alții. În ședința de constituire care a avut loc în 27 noiembrie 1950 la New York, în localul organizației de asistență "Rumanian Welfare" (conduse de Nicolae Caranfil), generalul Nicolae Rădescu a fost ales președinte al Ligii.
Înființată ca o organizație a românilor din Statele Unite, ea ajunge sub conducerea generalului Rădescu să se dezvolte într-o "asociație a românilor pretutindeni în lumea liberă". 
În cadrul Ligii, Mihail Fărcășanu a dus o activitate de informare a autorităților și a marelui public din Statele Unite despre situația reală din România. Astfel, el a condus o delegație de români din care mai făceau parte Joseph Craciun, Nicolae Neagoe, reverendul George Pop și rabinul Judah Glasner, care a fost primită de Harry Truman, președintele Statelor Unite, rugându-l să intervină pentru oprirea deportărilor din România.. Dintre acțiunile publice ale lui Mihail Fărcășanu mai este de menționat scrisoarea publicată la 6 martie 1953 în ziarul "New York Times" în care scoate în evidență data de 6 martie ca aniversare a înrobirii României de comuniști și a instaurării primului guvern nedemocratic.
Generalul Nicolae Rădescu a murit la 16 mai 1953. În testamentul sau, redactat cu o zi înaintea morții sale, el propune alegerea, ca urmaș la conducerea Ligii, a unuia din colaboratorii săi apropiați: Grigore Gafencu, generalul Gheorghe Ion, Mihail Fărcășanu sau Viorel V. Tilea. Mihail Fărcășanu a fost ales președinte al Ligii Românilor Liberi prin 37 de voturi din totalul de 46 exprimate de consilierii aleși ai Ligii.
După alegerea sa, Mihail Fărcășanu a adresat Consilierilor Ligei, o scrisoare-program în care afirma:
"Este pentru mine o onoare de a duce mai departe acțiunea condusă de Generalul Nicolae Rădescu, acțiune de luptă împotriva subjugării României și de protest deschis împotriva compromisurilor internaționale ce au făcut cu putință și care mențin această robie. Fiind strâns legat, împreună cu alți români ajunși peste hotare, de încercarea de a salva independența țării noastre, în ciuda târgului făcut de anumite puteri, am adus contribuția noastră, alături de Generalul Rădescu, Iuliu Maniu, Constantin Brătianu, Titel Petrescu și alți patrioți, la această luptă națională. Și lupta nu a fost zadarnică. Înfrângerea noastră la 6 martie 1945, deși a însemnat înscăunarea în România a regimului impus de Moscova, a pus totuși categoric în lumină rezistența poporului român în fața Diktatului Sovietic. Acțiunea eroică și plină de demnitate națională a Generalului Rădescu a demascat în mod dramatic silnicile metode întrebuințate de ocupația rusească pentru a ne subjuga. Ea a dejucat, din primul moment, încercarea perfidă a Sovietelor de a pune lanțurile pe trupul României, cu consimțământul aparent al țării sau în mijlocul unei activități echivalentă supunerii.
Trebue de asemeni spus, că acțiunea tineretului român, care a însuflețit cu dârzenie și spirit de sacrificiu afirmarea drepturilor naționale împotriva unor forțe copleșitoare, a constituit și un temei însemnat al acesteia. Eroica acțiune a sa, continuă și astăzi în clipe întunecate ale istoriei românești. Aceste împrejurări le amintesc, pentrucă ele sunt pietre de hotar în formularea și legitimarea revendicărilor noastre naționale și pentrucă din această luptă venim cei mai multi dintre noi.
Luând conducerea Ligii Românilor Liberi sunt călăuzit de convingerea că acțiunile noastre în lumea apuseană trebue să fie inspirate de principiile și tradițiile, care vădindu-se în lupta de rezistență a zilelor noastre sunt legate de însăși existența istorică a nației și au fost totdeauna urmate în momentele de primejdie. Aceste directive istorice arată că nu există substitut pentru intransigența în apărarea drepturilor unui popor. Iar această intransigență își are înțelesul atât în lupta contra dușmanului, cât și în colaborarea cu cel ce îți este prieten. Desigur că greutăți și vitregii nu lipsesc în drumul astfel conceput, dar ele își găsesc cumpăna în victoria finală a adevărului clar afirmat. Liga Românilor Liberi își are, deci, în mod firesc, misiunea ei de căpetenie în reprezentarea în afara țării a acestui spirit istoric al rezistenței naționale."  
Se poate observa că, în scrisoarea-program elaborată, Mihail Fărcășanu susținea principiul unei acțiuni a Ligii în interesul României, chiar dacă aceasta era în contradicție cu o atitudine mai conciliantă a puterilor occidentale față de regimurile comuniste, care începuse în timpul președintelui Dwight Eisenhower. Această orientare era diferită de cea a Comitetului Național Român, condus la acea vreme de Constantin Vișoianu, care fiind finanțat de guvernul Statelor Unite, nu-și putea permite o asemenea atitudine și se concentra asupra unor intervenții la nivelul Organizației Națiunilor Unite.
În programul lui Mihai Fărcășanu erau detaliate liniile directoare ale activității ligii:
 "I. – Trebue să ținem vie apărarea intransigentă a drepturilor naționale în totalitatea lor. Noi nu putem juca un rol care să fie totdeauna pe placul cancelariilor străine, făcându-ne susținătorii unor soluții de fațadă, a unor vagi formule dilatorii sau "progresive", cari nu pot decât umbri puternicile temeiuri de principiu cari legifereaza cauza noastra. Nu putem, de asemeni, să acceptăm, prin omisiune, mutilarea vetrei naționale strămoșești, pentru motive de conveniență politică trecătoare. Doctrina Liberarii este singura valabilă pentru popoarele subjugate și ea trebue aplicată în sensul de restitutio in integrum. Revenirea la cadrul național dinainte de agresiunile și Diktatele totalitare este, prin urmare, pentru noi o condițiune prealabilă pentru a intra în examenul oricăror idei sau proecte de viitor… Liga Românilor Liberi are datoria de a reprezenta cu hotarîre aceasta revendicare fundamentală a neamului românesc: Repunerea românilor în plenitudinea drepturilor lor istorice și naționale…
 II. – Fiind organizațiunea refugiului nostru, întemeiată pe principii și metode democratice și închinată apărării instituțiilor fundamentale ale României, Liga are de îndeplinit o sarcină indispensabilă în organizarea reprezentării naționale a exilului. Această organizare, care trebue – sub oblăduirea Coroanei – să înmănuncheze valorile de luptă națională și democrată, constituite în spirit democratic pentru a servi acțiunea de eliberare. Ca federațiune a unor astfel de asociațiuni, Liga Românilor Liberi are deci datoria de a sta la dispozitia Majestății Sale Regelui în îndeplinirea obiectivelor națonale democratice cerute de constituirea unei reprezentanțe românești în exil….
III. – Condițiunile internaționale critice, în care ne găsim, ne comandă, pe de altă parte, a munci neostenit pentru a face înțelese, aici, în primejduitul și încă neînțelegătorul Occident, tehnicile de pătrundere, de subversiune și subjugare ale comunismului sovietic, precum și metodele eficace de lupta pentru infrângerea lui. Ele ne cer, odată cu aceasta, a lucra la risipirea imensei ignoranțe ce înconjoara incă problemele românesti în multe din țările unde ne-a dus exilul."
Deși platforma program exprima dorința românilor din exil de a lucra "sub oblăduirea coroanei", acest deziderat s-a dovedit nerealizabil. Regele Mihai înțelegea să colaboreze cu Comitetul Național Român – în care vedea un guvern al României în exil – dar nu dorea să aibă, nici măcar simbolic, un rol de conducător al românilor din exil.
După alegerea sa ca Președinte al Ligii Românilor Liberi, Mihail Fărcășanu a dat un nou impuls activității Ligii, care se diminuase, din cauza sănătății precare și vârstei generalului Rădescu. Fărcășanu a luat contact cu Radio Europa Liberă, cu care continua să colaboreze, deși demisionase din funcția de director al secției române, astfel încât reprezentanții Ligii să-și exprime punctele de vedere la emisiunile postului de radio. De asemenea, a luat contact cu o serie de senatori și reprezentanți din Congresul Statelor Unite, informându-i asupra situației din România. Dintre intervențiile lui Mihail Fărcășanu trebuie relevat în mod special memoriul înaintat de Liga Românilor Liberi secretarului de stat John Foster Dulles. Prin acest memoriu, Liga Românilor Liberi cerea departamentului de stat să retragă recunoașterea guvernului de la București ca un guvern legitim al poporului român:
"Nu mai este nici o îndoială că pozițiunea de jure a actualului guvern român este aceea a unui guvern totalitar instalat prin violență, guvern nelegitim, nereprezentativ și violator al legii internaționale. O recunoaștere a unui atare guvern nu poate avea deci nici o întemeiere de principiu. Calvarul poporului român sub barbara ocupație străină a Comunismului Sovietic, exploatarea economică a țării și neeexistența drepturilor umane elementare și a tuturor libertăților sunt astăzi fapte general cunoscute. Pe de altă parte, prin constrângerea militară-politică a Sovietelor, România a fost prefăcută, fără voia ei, într’o bază pentru planurile agresive ale Moscovei.Având în vedere aceste fapte, menținerea și pentru mai departe a recunoașterii "guvernului" dela București apare a fi păgubitoare prestigiului și intereselor politice ale Statelor Unite. Teza, susținută de anumite cercuri, anume că "prezența" unei Legații Americane ar însemna încurajare pentru cei robiți, este, în opinia noastră de români, cu totul falsă. Dimpotriva, o asemenea "prezență", cu toate umilințele pe care le implică și cu flagranta ei neputință, îndeplinește un singur rol important, anume de a arăta poporului român că Statele Unite consideră încă guvernul comunist impus de Moscova drept legal și legitim. Această concluziune evidentă aduce și mai mare descurajare și un simțământ de totală părăsire, ducând spre un total conformism și spre secătuirea forțelor morale ale rezistenței. Excelență, bazați pe aceste motive îndrăznim a vă ruga respectuos să luați în considerare urgentă problema retragerii recunoașterii guvernului comunist. Liga Românilor Liberi exprimă adânca speranță a mii de exilați români că o asemenea reparațiune morală și politică, reprezentată prin retragerea recunoașterii și condamnarea guvernului nelegal și criminal de quislingi sovietici din București, va fi dată unui popor în suferință și subjugare, popor care este temeinic și sincer devotat Statelor Unite ale Americii și nobilelor lor idealuri umane și politice."   
În 1955 Mihail Fărcășanu a organizat strângerea de donații pentru apărarea grupului de tineri români, conduși de Ovidiu Beldeanu, care intraseră cu forța, la 15 februarie 1955, în Legația României de la Berna (Elveția) și confiscaseră documente compromițătoare pentru anumiți politicieni occidentali „democrați”.  În continuare, Mihail Fărcășanu organizat apărarea în procesul acestui grup, el însuși venind la bară ca martor al apărării, făcând cu această ocazie un rechizitoriu violent la adresa situației României de sub jugul sovietic.
Începând din 1956, Mihail Fărcășanu s-a retras din orice activitate politică. Deși el însuși nu a justificat public această retragere, ea coincide cu urmările revoluției din Ungaria din 1956.  După revoluție a urmat o anchetă la Radio Europa Liberă, redacția secției maghiare fiind acuzată că a indus în eroare ascultătorii din Ungaria, dându-le asigurări ca forțele Organizației Tratatului Atlanticului de Nord (NATO) vor interveni dacă cetățenii vor continua să reziste. Deși fără a avea aceeași amploare, învinuiri similare și altor secții ale postului de radio Europa Liberă, inclusiv secția română, care prin asemenea afirmații ar fi încurajat începuturile de rezistență din România.. Această anchetă demonstrează că, cel puțin o mare parte din personalul postului Europa Liberă era convins că puterile occidentale vor interveni. Intervențiile făcute anterior de Mihail Fărcășanu la Departamentul de Stat al Statelor Unite în calitate de președinte al Ligii Românilor Liberi și platforma program pe care o elaborase, arată că Fărcășanu punea lipsa de acțiune a occidentului pe seama unei lipse de informare asupra situației reale din Europa de Est. Atitudinea Statelor Unite și a celorlalte state occidentale în perioada revoluției din Ungaria constituia o dezamăgire pentru cei care sperau că rezistența activă împotriva comunismului putea avea sorți de izbândă.
Retragerea lui Fărcășanu mai este pusă și pe seama divergențelor din cadrul emigrației românești . Este posibil ca aceste divergențe să fi prezentat un argument suplimentar pentru decizia de a se retrage. Totuși, opiniile contradictorii au existat de la început și Fărcășanu era obișnuit cu ele. Ceea ce îl preocupase în permanență era faptul că familia sa avusese de suferit din cauza sa. De aceea, este mai probabil că posibilitatea ca emisiunile postului de radio la care continua să colaboreze ar fi putut induce în eroare pe alți conaționali și implicit supune unor represalii persoane pe care nici măcar nu le cunoștea  să fi constituit o motivare mai puternică.
El rămâne totuși președinte al Ligii Românilor Liberi până la dizolvarea acesteia în 1960, deși în perioada de după 1956, Liga, lipsită de fonduri, nu are practic nicio activitate.

### Fundația Franklin Mott Gunther
În 1955 Mihail Fărcășanu s-a recăsătorit cu Louise Gunther, văduva lui Franklin Mott Gunther, care fusese ministru plenipotențiar al Statelor Unite în România în anii dinaintea celui de al doilea război mondial. Louise Gunther îl sprijinise în susținerea cauzei românești în cercurile politice americane.
În 1960 Mihail Fărcășanu și soția sa înființează fundația “The Franklin Mott Gunther Association for the Advancement of Romanian Culture and Literature”. Fundația deținea un număr important de tablouri ale unor pictori români printre care Theodor Pallady. Iosif Iser, Jean Alexandru Steriadi și alții. De asemenea, fundația mai avea o colecție de ceramică populară și de costume țărănești precum și numeroase cărți. Cea mai mare parte a acestora fuseseră cumpărate în România de Louise Gunther. Fundația avea scopul de a promova valorile spirituale ale culturii române, în special prin organizarea de expoziții de pictură sau de artă populară. Dintre expozițiile organizate este de menționat cea consacrată pictorului Eustațiu Stoenescu, care s-a bucurat de un succes deosebi

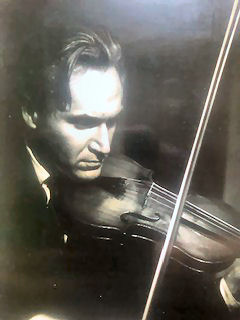
Mihail Fărcășanu cu vioara

## Ultimii ani
După moartea Louisei Gunther Fărcășanu, Mihail Fărcășanu donează întregul patrimoniu al fundației Franklin Mott Gunther catedralei  “Adormirea Maicii Domnului” din Cleveland, Ohio și muzeului anexă al catedralei. Parohia din Cleveland luase ființă la 15 august 1904, fiind prima parohie ortodoxă română din Statele Unite.
Ultimii ani ai vieții i-a petrecut în casa sa din cartierul Georgetown din Washington, fiind îngrijit de surorile sale Margareta Bottea și Mia Lahovari precum și de nepoata sa Domnica Bottea. A dus o viață liniștită; cânta zilnic la vioară și își petrecea timpul citind. Se întâlnea frecvent cu Constantin Vișoianu, cu care colaborase în încercările de a organiza rezistența românească din exil, reamintindu-și de experiența lor din trecut. Nu a încercat niciodată să-și scrie memoriile sau alte lucrări literare.
Mihail Fărcășanu s-a stins din viață la vârsta de aproape 80 de ani, la 14 iulie 1987 și nu a mai putut vedea prăbușirea generală a comunismului în Europa de Est. S-a stins cu durerea în suflet că nu a putut face mai mult pentru poporul său, pe care l-a iubit mai presus de orice, măcinat de procese de conștiință că și-a părăsit țara și a dăunat familiei prin acțiunile sale politice.

## Opera lui Mihail Fărcășanu

### Monarhia socială
Prima lucrare publicată de Mihail Fărcășanu este "Monarhia Socială", publicată de Fundația pentru Literatură și Artă "Regele Carol II" în 1940. Lucrarea este bazată pe teza sa de doctorat de la Berlin, sensibil amplificată.
Fărcășanu urmărește în șapte capitole evoluția monarhiei în diferite societăți: civilizațiile orientale, Grecia și Roma antică, perioada feudală, a renașterii, a reformei și a despotismului luminat (Aufklärung) al secolului al XVIII-lea. În continuare el face o analiză extrem de critică a revoluției franceze, din care elimină viziunea romantică  a revoltei populare împotriva absolutismului, prezentând-o ca pe o mișcare, condusă de un grup de ideologi radicali care s-au folosit de masele populare pentru a-și atinge țelurilor.

Nu spre binele poporului a fost dezlănțuită Revoluția, ci pentru a face să triumfe metafizicul asupra fizicului…. Revoluția franceză fu o încercare de realizare practică a principiilor raționaliste. Iar irealismul ei politic și istoric, cu totul desprins de realitate, o conduse la o cruzime excesivă. Politica deductivă, contractul social, drepturile omului, suveranitatea poporului și asasinatul în masă au fost realizările ei principale. Provocată de o minoritate joasă ca nivel moral, ea fu împlinită în contra voinței poporului, care, nefiind organizat, nu avu posibilitatea să reacționeze
El se ocupă apoi de scrierile gânditorilor politici europeni din perioada Revoluției franceze, care susțineau conceptul de monarhie în special cele ale francezului  Antoine de Rivarol (cum sunt articole publicate în timpul revoluției în Journal politique et national), precum și în lucrările englezului Edmund Burke (în special Reflections on the Revolution in France publicată în noiembrie 1790) și ale germanului Friedrich von Gentz (în principal  Über den Ursprung und Charakter des Krieges gegen die Französische Revoluzion și  Von dem politischen Zustande von Europa vor und nach der Französischen Revolution ambele publicate în 1801). Analiza arată că, contrar impresiei generale create de istorici, chiar în perioada revoluției franceze, nu întreaga intelectualitate din Europa avea o atitudine antimonarhică, ci existau numeroși gânditori de valoare care considerau că revoluția sângeroasă din Franța nu era soluția pentru rezolvarea problemelor societății de la sfârșitul secolului al XVII-lea. În continuare, Fărcășanu se ocupă de scrierile din secolul al XIX-lea, oprindu-se asupra lucrărilor lui Lorenz von Stein printre care Die sozialistischen und kommunistischen Bewegungen seit der dritten französischen Revolution publicată în  1818  (titlu care arată că noțiunea de comunism nu a fost inventată de Karl Marx și Geschichte der sozialen Bewegung in Frankreich von 1789 bis auf unsere Tage lucrare monumentală în trei volume publicată în 1850. Dintre scriitorii de mai târzii, Fărcășanu se ocupă Charles Maurras și de scrierile sale de susținere a ideii de monarhie publicate în perioada dinaintea primului război mondial.
Alte puncte de vedere analizate sunt cele ale lui Julius von Stahl, Alexis de Toqueville și Hippolyte Taine
Concluzia lui Fărcășanu este că ideologiile bazate pe un romantism individualist și iresponsabil nu conduc la o rezolvare a conflictelor sociale, ci duc la un colectivism egalitar și sângeros, manifestat sub revoluția franceză și, prin extensiune și de revoluțiile comuniste. Soluția pe care o preconizează Fărcășanu este ceea ce el numește monarhia socială.
Ca epigraf al lucrării, Fărcășanu și-a ales un citat din Chateaubriand

"La monarchie n’est pas une religion. C’est un forme politique préférable en ce moment à toute autre, parce qu'elle fait mieux entrer l’ordre dans la liberté."
"Monarhia nu este o religie. Este o formă politică, preferabilă în prezent oricărei alteia, deoarece ea introduce mai bine ordine în libertate."
 Indiferent dacă se acceptă sau nu teoriile emise de Fărcășanu, lucrarea scoate în relief vasta cultură a autorului, un simț politic dezvoltat și cunoștințe adâncite în domeniul teoriei statului. Există puțini politicieni români care să se poată prevala de asemenea cunoștințe politice.

### Scrisori către tineretul român
Volumul Scrisori către tineretul român a fost publicat în 1946 în colecția "Civitas Humana" din București.  Pentru Mihail Fărcășanu,  în 1946, România se afla și ea în unul din momentele cele mai critice ale istoriei sale,  după ocuparea țării de către trupele sovietice. Intenția autorului era să înarmeze tineretul român din acea perioada cu valori spirituale solide, în vederea luptei care începuse cu totalistarismul comunist.
Structura volumului, formată dintr-o serie de scrisori, fiecare dezvoltând o anumită idee, este inspirată de conferințele rostite în 1807-1808 de Johann Gottlieb Fichte în perioada în care Sfântul Imperiu Roman de Națiune Germană fusese desființat de Napoleon și în care trupele franceze ocupaseră Berlinul după bătăliile de la Jena și Auerstädt. Bazate pe viziunea lui Immanuel Kant că omul trebuie să-și făurească inteligent, prin propria sa voință, instituțiile și bunurile materiale de care are nevoie, conferințele aveau scopul de a reînvia sentimentul național german. Publicate în 1808, ele au fost răspândite pe întreg teritoriul Confederației Germane și au determinat mobilizarea populației germane și începerea “războiului de eliberare“ ("Befreiungskrieg") din 1813, care a culminat învingerea lui Napoleon în Bătălia Națiunilor de la Leipzig.
Ca toate volumele lui Fărcășanu, acesta are un motto extras din primul număr al revistei "Cahiers de la Quinzaine", înființate de Charles Péguy la 5 ianuarie 1900, în care scopul revistei era definit în modul următor:

"dire la vérité, toute la vérité, rien que la vérité, dire bêtement la vérité bête, ennuyeusement la vérité ennuyeuse, tristement la vérité triste". 

"să spună adevărul, întregul adevăr, nimic mai mult decât adevărul, să spună prostește adevărul prost, în mod plictisitor adevărul plicticos, cu tristețe, adevărul trist"
Mihail Fărcășanu nu se referea doar la fraza lui Péguy, ci și la contextul în care fusese redactată. Charles Péguy se referea la afirmațiile tendențioase ale administrației și ale presei în timpul "Afacerii Dreyfus". Primul număr al revistei apărea doar la câteva luni după ce președintele Franței Ếmile Loubet îl grațiase pe căpitanul Alfred Dreyfus, care fusese condamnat pe nedrept, iar editorul spera într-o epocă în care adevărul să primeze. În mod analog, Fărcășanu spera ca volumul său să semnaleze începutul unei epoci în care guvernul și presa să-și înceteze propaganda și în care să se poată spune adevărul.
Volumul cuprinde un număr de 18 scrisori. Cu excepția uneia singure, fiecare scrisoare are un epigraf extras din diferiți scriitori:  Grigore Ureche, François Andrieux, Goethe, Louis Veuillot, Bertrand Russell, Henry de Montherlant,  Gustave Flaubert, Iulius Cezar,  Stendhal,  Vauvenargues,  William Shakespeare,  Charles Péguy, Miron Costin, Arthur Rimbaud, Ernest Renan,  Marcel Proust, Horațiu,  și Fericita Angela de Foligno.
Scrisorile lui Mihail Fărcășanu se concentrează asupra a două concepții de bază care dominau, în acel moment viața politică din România, ale căror urmări le considera extrem de dăunătoare.
Prima dintre aceste concepții o constituie fatalismul geo-politic, teză susținută de mulți intelectuali români, conform căreia românii ar fi așezați calea tuturor răutăților, puși la întretăierea unor interese a căror intensitate și forță depășesc orice putință de intervenție din partea lor și, în consecință ar fi condamnați la o pasivitate absolută sau, cel puțin, la un oportunism iremediabil. Fărcășanu combate vehement această teză, în care vede cauza derutei decadenței morale ale unei clase politice care conducea România după realizarea idealului de unificare națională din 1918.
"Cei ce conduceau nu au fost capabili să ofere, nici masele românești să prindă, adevăratele idealuri ale păcii, virile și constructive… Valorile parvenirii, ale tranzacției sau ale forței brutale au definit în genere (cu excepții onorabile) morala celor două decenii. O criză dureroasă oscilând între imoralitate pe de o parte, violență și mistică, pe de altă parte."
Astfel, Fărcășanu nu consideră situația din România anului 1946 doar ca o consecință imediată a războiului, ci îi găsește rădăcini mai vechi, în viața politică din perioada interbelică. Însă, pentru perioada în care comuniștii căutau să obțină puterea, el condamnă atitudinea politicienilor  din România care continuau vechile jocuri politice, încercând să ajungă la un compromis.
"Frica de sărăcie, frica de risc și răspundere, îi trag pe cei mai mulți în pasta cleioasă a compromisurilor și a "combinațiilor"… Odată intrat în lanțurile compromisului, urmele lui grele nu se mai șterg și ziua descătușării se îndepărtează din ce în ce mai mult." 
A doua concepție pe care Fărcășanu o combate o constituie renunțarea la valorile spirituale și acordarea unei importanțe excesive preocupărilor materiale, susținând necesitatea unui echilibru al valorilor materiale, împotrivindu-se cupidității adică exceselor și acumulărilor disproporționate de valori materiale. Deși nu se referă explicit la ideologia comunistă, pe care nu o consideră  singura care se bazează pe o concepție materialistă, el militează pentru:
 "…respingerea filozofiilor materialiste, atât de dăunătoare în simplitatea lor puternică și falsă. Materialismul dialectic, care ne reduce la rolul de automați ai combinațiilor materiei, ai fenomenelor economice, aruncându-ne din demnitatea umană pe maidanul animalității, se destramă." 
Pentru a evita consecințele care decurg din aplicarea aceste două concepții, Fărcășanu cere tineretului să-și definească noi valori morale și să adopte un nou stil de viață. Referindu-se la dezorientarea tineretului, Fărcășanu își reamintește de o afirmație făcută de Walter Lippmann după primul război mondial:
"Este ceva obișnuit ca tinerii și tinerele să se revolte. Dar ca răzvrătirea lor să fie tristă și fără credință în ea însăși, ca ei să privească tot atât de sceptic noua libertate ca și vechile atitudini, iată ceea ce, fără îndoială, constituie o noutate."
Dar Fărcășanu constată că exact aceeași atitudine se repetă, în România, și după cel de al doilea război mondial. El explică atitudinea aceasta prin lipsa unui ideal. Un asemenea ideal nu putea fi furnizat prin ideologia comunistă.
"Este greu de închipuit că, pentru nevoia de extaz a tinereții, vor fi suficiente planurile de expropriere a capitalului, confiscările și comunizările diverselor sectoare economice… Tehnica măruntă a transformărilor economice și administrative nu poate sta în primul plan al stimulării vieții de pace. Eroismul păcii trebuie fondat pe eroism, nu pe contabilitate și platitudine."
Fărcășanu cheamă tineretul să se opună atitudinilor de violență, distrugere și lipsă de măsură care începuseră să se generalizeze în România și pe care le caracterizează ca "un fel de romantism de prost gust, cu zbierete, asasinate, kidnaping, materialism istoric, imperialism și deznaționalizare". Spiritul care trebuie să anime tineretul este un spirit de generozitate, de bunătate și de omenie în raporturile dintre oameni, pe care el îl numește un spirit de caritate, definită ca solidaritate. Tendințelor de egalizare brută și de nivelare totală ale comuniștilor, el le opune echitatea, coeziunea umană a societății.
Autorul atrage atenția cititorilor săi asupra dificultăților pe care le vor întâmpina urmând calea pe care o recomandă. Ea cere  curaj, pe care Fărcășanu îl definește ca execuția unei acțiuni ale cărei elemente reale  sunt valabile din punctul de vedere al reușitei și pe care îl deosebește de îndrăzneală și temeritate. În continuare el se ocupă de valorile morale care trebuie păstrate în timpul acțiunii: eleganță,  politețe, delicatețe,  recunoștință, cinste, corectitudine, lealitate.
O parte interesantă a volumului este formată din scrisorile care analizează problemele naționalismului. În prelegerile sale Fărcășanu pornește de la noțiunea de patrie, pe care o definește ca "o comunitate istorică, întemeiată pe sacrificii comune, pe idealuri de demnitate și de solidaritate". Nici în definiția sa, nici în discuțiile ulterioare, el nu leagă patria de un anumit teritoriu – pentru Fărcășanu elementul determinant în noțiunea de patrie este națiunea, nu țara. O națiune trebuie să fie omogenă; în momentul în care grupuri alogene, venite de curând în corpul comunității naționale, încearcă să o domine și să-i schimbe structura specifica apar reacții violente. Conflictele apar din cauza "insulelelor alogene" care nu înțeleg să se integreze în corpul națiunii; Fărcășanu găsește rădăcina șovinismului în șovinismul latent și greu de înfrânt al grupului alogen. Totuși Fărcășanu nu-și duce raționamentul până la sfârșit și trece cu ușurință peste problema unor națiuni diferite care își împart același teritoriu. Astfel el afirmă:
"Dacă aceste grupuri alogene și-au făcut din comunitatea națională dată o patrie de elecțiune, ele au datoria să se integreze structural, să-i adopte idealurile, să se supună nevoii ei de unanimitate."
Acest principiu poate fi aplicabil la țări care s-au format prin emigrare, cum sunt Statele Unite ale Americii sau Canada, unde se poate efectiv vorbi despre o patrie de elecțiune, în care integrarea este o condiție necesară. Dar în condițiile din Europa în general și din România în particular, este mai greu de susținut că grupurile alogene, de diferite naționalități și-au făcut din țara în care trăiesc o "patrie de elecțiune" și că nu se află în locurile în care trăiesc din perioade istorice, uneori foarte îndepărtate și nu din cauza propriei voințe.
Fărcășanu le mai cere tinerilor să-și desăvârșească cultura și să-și îmbogățească spiritul prin lectură, în care el vede o tehnică de definire a personalității, un drum al autocunoașterii. El se declară atât împotriva cenzurii, cât și împotriva lecturii într-o singură direcție, în direcția propagangei impuse de o anumită directivă politică sau economică. În continuare el recomandă asimilarea acestor cunoștințe prin meditație, care ne relevă ceea ce suntem într-adevăr și pentru ce suntem destinați.
Ultima scrisoare are în loc de epigraf titlul de "Transformatio amoris" ("Transformarea dragostei"). Termenul este preluat din "Liber Visionum et Instructionum"  ("Cartea viziunilor și instrucțiilor") a Fericitei Angela de Foligno  . Termenul se referă la concepția mistică medievală a iubirii de Dumnezeu, expusă pentru prima oară în lucrarea “De Diligendo Deo” a Sfântului Bernard de Clairvaux care afirma că rațiunea de a-l iubi pe Dumnezeu este Dumnezeu însuși. Angela de Foligno reia acest concept și în Instrucțiunea a XXXIV-a,  afimă  "cognitio Dei et transformatio amoris sunt opus gratiae" ("Cunoașterea lui Dumnezeu și transformarea dragostei sunt opere ale grației divine") , arătând că sentimentul de dragoste suferă o transformare în drumul mistic către Dumnezeu. Mihail Fărcășanu reia acest concept medieval și îl transpune în lumea modernă unde, după el, acest concept este mai necesar decât oricând. În lupta cu o ideologie care propovăduia ateismul, Mihail Fărcășanu pune accentul pe importanța unei întăriri a credinței creștine. El scoate în evidență faptul că credința creștină reprezintă o parte integrantă a moștenirii care a fost trasmisă poporului român de îndelungate sacrificii și străduințe, moștenire pe care tineretul român are obligația de a o duce mai departe. Dragostea de Dumnezeu, dragostea pentru cultura română, dragostea pentru pământul țării constituie pentru Fărcășanu un întreg indisolubil. Viața lui Mihail Fărcășanu a dovedit că această credință a constituit pentru el un principiu de viață de la care nu s-a abătut niciodată și cu privire la care nu a acceptat niciodată nici cel mai mic compromis.
Viziunea expusă în scrisorile lui Fărcășanu este fără îndoială idealistă. Chiar dacă sunt prezentate ca recomandări, ele reprezintă mai degrabă un deziderat și nu un mod de acțiune. concretă. În 1946 scrisorile lui Fărcășanu nu-și puteau atinge scopul, chiar dacă tineretul și-ar fi însușit în întregime concepția ideologică pe care el o propunea. Ideile expuse de Fărcășanu sunt însă valabile și pentru tineretul de astăzi când multe din valorile tradiționale au fost eradicate de comunism și iar în perioada post-comunistă nu s-a creat încă o societate care să se bazeze pe o concepție solidă de viață și nu pe lozinci demagogice sau pe mentalități mercantile.

### Frunzele nu mai sunt aceleași
Romanul Frunzele nu mai sunt aceleași a fost publicat în 1946 fiind semnat cu pseudonimul Mihail Villara este un "Bildungsroman" – roman de formare a personalității - inspirat ca factură din Johann Wolfgang von Goethe – fapt ilustrat și din motto-ul de la începutul romanului preluat din poezia Selige Sehnsucht (Dor sfânt) din volumul West-östlicher Diwan, textul fiind pus pe muzică într-un lied de Carl Friedrich Zelter.
Romanul descrie formarea spirituală a unui grup de trei tineri intelectuali de naționalități diferite, care își desăvârșesc studiile în două mari capitale europene, Londra și Berlin, în perioada 1935 – 1937, ani premergători ai celui de al Doilea Război Mondial. Romanul este, fără îndoială, bazat pe experiențele lui Mihail Fărcășanu în perioada în care își pregătea doctoratul. Cei trei eroi ai romanului sunt românul John (care este și naratorul romanului), lituanianul Axel și italianul Kusper, naționalitatea eroilor nejucând însă niciun rol în părerile și acțiunile personajelor. Toți sunt însă străini de țările în care se desfășoară acțiunea și ca atare sunt puțin implicați în viața politică și socială din jur. Toate cele trei personaje încearcă, în mod diferit, să descopere calea către adevărul vieții. John  ocupă o mare parte din timpul său desăvârșirii sale intelectuale, fără a ezita, însă, să întrerupă aceste preocupări pentru a nu rata o aventură de moment; el caută astfel să găsească un echilibru prin concilierea contrariilor. Axel crede că o intensă trăire la nivel sensorial precede în mod necesar iluminarea spirituală a vieții. Kusper trăiește pasiunea ideală într-un univers de calme reverii din care iese pentru aventuri temporare, după care se reîntoarce în universul său.
Prima parte a romanului, "Bloomsbury", se petrece la Londra. Narațiunea pare să se concentreze asupra preocupărilor intelectuale  și aventurilore erotice ale unui grup de tineri, dintre care fac parte și cei trei eroi principali, adăpostiți în aceeași pensiune "Phopham".  Naratorul zugrăvește, cu un remarcabil simț de observație, moravurile tipice epocii de decadență ale veacului, moravurile unor tineri care se pregăteau pentru posturi înalte în țările lor de origine. Paradoxul situației este că deși eroii romanului au o cultură literară, muzicală și artistică foarte temeinică, bibliotecile publice, sălile de concert și muzeele frecventate de acești tineri adunați aici din toate colțurile globului apar mai mult ca terenuri de aventuri erotice decât ca instituții de cultură. Dar, după cum scoate în evidență Ion Negoițescu cantitatea intelectuală compensează cantitatea de frivolitate   Chiar dacă tinerele femei abordate, Mira, Miranda, Wilhelmina, José și celelalte au moravuri ușoare, toate au o cultură generală bună, bazată pe lectura operelor literare importante.
În partea a doua, "Olympiada", acțiunea se mută la Berlin, unde cei trei eroi ai romanului își continuă studiile. Aparent este vorba despre o continuare a acelorași "jocuri ale dragostei și întâmplării" în compania altor tinere: Eli, Minușka, Maria, Luiza, Edith , Lea, Margot, Mimi sau Johanna. Interesul romanului constă însă în contrastul atmosferei din Anglia și a celei din Germania. Deosebirile îi sunt vizibile lui John din momentul în care ajunge la Berlin și i se oferă o cameră, atrăgându-i-se atenția că era extrem de ieftină pentru că proprietăreasa era evreică, iar camerele la familii ariene erau mai greu de obținut.  Pe de o parte, față de viața lejeră de la Londra, unde se amintește doar ocazional despre asistarea la o conferință de la London School of Economics, studiile de la Berlin par mai serioase, iar timpul liber al studenților pare mai limitat, o parte însemnată din timp petrecându-se în biblioteci. Pe de altă parte, deși cei trei studenți străini nu sunt direct afectați de situația politică din Germania, se simte totuși opresiunea unui regim totalitar. Atmosfera este mult mai sumbră, acțiunea se mută într-o lume tensionată în care se simte că zilele păcii sunt pe sfârșite, o lume care se îndreaptă ireversibil spre apropiatul dezastru. Devine evident contrastul cu lumea în care trăiseră la Londra, o lume total inconștientă de acest viitor și care nu este în stare să facă nimic pentru a evita acest deznodământ. Iar drama lui John, personajul principal al romanului, pare să se împletească cu acest drum al umanității. Cei trei tineri învață să evite locurile în care se strângeau susținătorii național-socialismului. Dacă stilul lor de viață nu le permite să evite legăturile cu femeile din Germania, contactele cu tinerii germani care le erau colegi sunt practic inexistente, spre deosebire de Londra unde contactele cu localnicii erau mai strânse. Se simte o barieră între o parte din germani și studenții străini. De asemnea, dacă discuțiile dintre protagoniști erau mai frivole în prima parte a romanului, în cea de a doua se orientează ceva mai mult spre partea politică și socială, aparent nu atât dintr-un interes al lor pentru aceste subiecte, cât din imposibilitatea de a le evita.
Partea a treia a romanului, Soledad, descrie trezirea lui John din interminabila viață boemă din care părea că nu mai are puterea să iasă. John începe să caute mai mult decât o legături sensuale, încercând să găsească și o intimitate intelectuală cu femeile cu care se află în contact. O primă experiență pe această linie o are cu Katia, care însă are o legătură permanentă cu un scriitor și, din punct de vedere intelectual este influențată de ideile marxiste ale acestuia, condițiile fiind neprielnice pentru înțelegerea intelectuală la care năzuia. În această perioadă o întâlnește în liniștea sălii de lectură a Preussische Staatsbibliothek din Berlin pe Soledad. Inițial i se pare că fata nu corespunde gustului și exigențelor sale în materie de feminitate. Legătura dintre ei începe fără ca John să-i dea o importanță deosebită. considerând-o ca o simplă aventură, similară tuturor celor anterioare, Dar iubirea lui  Soledad este foarte intensă și , încetul cu încetul, Soledad reușește să-i reveleze lumea « celor care iubesc fără să  primească nimic în schimb »; în noua sa relație apar elemente noi, o căldură care nu existase anterior. John își continuă viața de boem dar, spre deosebire de situațiile precedente, însă progresiv el ajunge să se desprindă și să găsească această viață nesatisfăcătoare. Femeile cu care vine în contact încep să-și releve defectele. Astfel la o petrecere cu Viki, el se gândește la ea ca la Prinzessin Fisch (Principesa Pește), aluzie la poezia lui Goethe Der junge Amadis unde numele principesei este utilizat în sens pejorativ, pentru o persoană care își supraapreciază considerabil calitățile. Fără ca John să-și dea seama, alte legături dispar și Soledad rămâne singura sa preocupare.
Soledad rămâne însărcinată, dar John nu se simte gata pentru a-și asuma responsabilitatea unei căsnicii; de aceea, ea încearcă diferite metode de a avea un avort. Sănătatea ei se deteriorează dar niciunul din cei doi îndrăgostiți nu are mijloacele materiale de a face apel la serviciile unui doctor. Pe măsură ce trece timpul, John devine din ce în ce mai conștient de obligațiile sale și reușește să se rupă din lumea în care trăise până atunci.
Într-una din ultimele seri de toamnă pe care le petrec împreună, Soledad privește pe fereastră și remarcă ce mult se schimbase totul, constatând Frunzele nu mai sunt aceleași. Fraza este cea care fost utilizată în titlul romanului. Deznodământul este schimbarea, dar nu doar cea determinată de venirea toamnei. Este presimțirea lui Soledad că a ajuns la sfârșitul vieții. Este schimbarea care se produce în caracterul lui John care realizează necesitatea de a găsi un scop al vieții. Dar, chiar dacă acțiunea romanului se petrece în 1936-1937, nu trebuie pierdut din vedere faptul că a fost scris cu un deceniu mai târziu, și că în acea perioadă nici în jurul autorului frunzele nu mai erau aceleași. Titlul scoate în evidență dispariția unei lumi, dar nu neapărat a celei care fusese descrisă în capitolele anterioare ale romanului.
Dar este prea târziu și tocmai în momentul în care John își dă, în sfârșit, seanma că viitorul și fericirea sa sunt alături de ea, Soledad moare la spital, în timpul unei intervenții chirurgicale care nu mai poate remedia situația:
"Moartea prematură și tragică a lui Soledad…semnifică un moment de ruptură, de despărțire irevocabilă nu numai de trecut dar și de personajul de până atunci. Sentimentul tragic al existenței nu mai este pentru personajul narator o problemă abstractă, filosofică, o temă de meditație ci o dureroasă realitate interioară. Și această experiență dramatică anunță sfârșitul unei tinereți excedată de propriile sale elanuri, de frenezia dionisiacă a exaltării simțurilor. La capătul scurtei sale fericiri, John descoperă adevăratul sentiment care poate da preț și sens unei vieți, în fond, atât de amenințată și de fragilă."  
Criticul Ion Negoițescu găsește unele asemănări între acest sfârșit și tragica poveste de dragoste din romanul Farewell to Arms (Adio Arme) al lui Ernest Hemingway. El constată că partea finală a romanului este un prilej pentru îndrăznețe pagini de analiză a psihologiei masculine, a căror cruzime atinge, nu o dată, intensități remarcabile:
Una din caracteristicele romanului Frunzele nu mai sunt aceleași, care îi conferă un farmec deosebit, este modul subtil în care scriitorul subliniază nuanțele aproape imperceptibile în modul de a judeca și de a se comporta al eroilor. Aceste nuanțe rezultă tocmai din petrecerile și relațiile cu femeile, care, deși aparent aceleași, diferă totuși prin mici detalii. În afară de șocul creat de drama finală, evoluția caracterului eroilor romanului este lentă și inconștientă. În acest joc cu nuanțele se simte influența lui Marcel Proust.
Preocupat de căutările sale, John, eroul principal, nu se simte atras în niciun fel de viața politică. Participarea sa la unele reuniuni politice din Anglia apare doar ca un mod de distracție. În Germania, presiunea unui regim totalitar îl face să înțeleagă imposibilitatea de a ignora mediul politic în care trăiesc. Discuțiile politice nu mai au superficialitatea celor din Anglia, unele discuții se îndreaptă spre problema nedreptăților la care a fost supusă Germania după primul război mondial, dar chiar astfel discuțiile par doar teoretice. Totuși, atât John, cât și prietenii săi, fiind cetățeni străini, privesc situația politică din Germania fără a se simți implicați; ei nu sunt direct afectați de tendințele totalitare ale național-socialismului și nu au niciun motiv ia o atitudine politică într-o țară care nu este a lor. Se creează impresia că tinerii sunt apolitici, impresie care de dovedește falsă. Ei își exprimă desaprobarea printr-o frondă, care se manifestă la nivel intelectual și care este comună tuturor celor trei prieteni. Astfel Kusper se duce să-l viziteze pe Oswald Spengler  un cunoscut specialist în filozofia istoriei; în urma publicării volumului "Jahre der Enscheidung"  ("Ani ai deciziei")  în care critica național socialismul, Spengler fusese îndepărtat din funcția sa de președinte al Arhivei Friedrich Nietzsche și a murit în anul 1936. Tânărul Kusper se declară foarte impresionat de întâlnirea cu Spengler. Din literatura germană contemporană, unul din puținii scriitori care internvine în discuțiile tinerilor este Thomas Mann care încă din 1930 luase o atitudine activă împotriva național-socialismului prin cuvântarea sa: "Ein Appell an die Vernunft" ("Un apel la rațiune"), publicată ulterior în volumul "Deutsche Ansprache" ("Cuvântare Germană"). În 1936 autoritățile germane i-au retras cetățenia, și până la sfârșitul războiului Thomas Mann a trăit în exil, în principal în Statele Unite. Al doilea romancier citat este Jakob Wassermann, scriitor de succes chiar dacă nu era considerat printre personalitățile literare cele mai reprezentative. Fiind evreu, regimul național-socialist îi arsese în public lucrările care erau interzise.
Cu ocazia olimpiadei de la Berlin, își fac apariția câțiva politicieni de dreapta veniți din România, pe care John îi întâlnește. De data aceasta este vorba despre conaționalii săi și desinteresul său pentru problemele politice dispare. Romanul nu precizează dacă este vorba despre reprezentanți ai Partidului Național Creștin al lui Alexandru C. Cuza și Octavian Goga sau ai Mișcării Legionare, dar descrierea lor este foarte virulentă.
"Se pare că în țara lui din Balcani, mișcările inovatoare fac ravagii printre tinerii "intelectuali". Onoratul Castron, președintele societății filoaquatice, vărât în toate afacerile ovreiești, escroc și de origine străină, este de un naționalism feroce. "Băieții" sunt de acord că "așa nu mai merge". Se citește numai ziarul totalitar "Rahatul" și foaia de seară “Panglica” instrumenul  de șantaj al candidatului la recluziune Trandafiro. Nivelul moral crește îngrijorător. Astfel când zece pikpokeți omoară un om fără apărare, ciopârțind apoi cadavrul cu un topor și fugind de frică, marele ziar "Rahatul" susține că este vorba despre "eroism". De frică să nu fie tratat în acest "eroic" mod, Castron și Trandafiro urlă numai iubiri de patrie. Ceilalți fac la fel. Este o renaștere virulentă a metecilor dubioși cari au totdeauna naționalismul feroce. Toți oamenii ăștia s-au făcut "patrioți" și încearcă prin șantaj, calomnie sau crimă să pună mâna pe putere, cum făceau în secolul 18 aventurierii levantini. "Băieții" nu sunt însă mulțumiți numai cu ceva "haleală", ei vor să schimbe și politica externă a țărilor respective."
În 1936, politica externă a României era ferm orientată spre Franța; schimbarea politicii externe implica o apropiere de Germania. Contactul cu extremiștii politici din țară îl face pe John să înțeleagă că situația politică din Germania, pe care o privea detașat, nu era o problemă externă, așa cum o concepuse până atunci. Exista o posibilitate reală ca un regim extremist similar să se dezvolte și în România. Politica devine o preocupare mai concretă, nu se limitează doar la teorii abstracte discutate în perioada unor chefuri, ci o analiză a evenimentelor concrete și ale implicațiilor lor. Astfel, spre sfârșitul romanului, se vede o preocupare generată de un eveniment politic concret, abdicarea regelui Edward al VIII-lea al Regatului Unit, tipul de eveniment politic care până atunci nu stârnise interesul eroilor romanului. Arta lui Fărcășanu este de a prezenta această evoluție, ca și pe toate celelalte, prin fraze izolate, prin nuanțe ale atitudinii și ale reacției eroilor la mici întâmplări, împletite în restul acțiunii romanului. Evoluția conștiinței politice este doar o parte a evoluției generale a caracterului eroului principal.
Descrierile din roman, nu se concetrează asupra edificiilor și monumentelor orașelor în care se petrece acțiunea ci asupra atmosferei orașelor. Astfel, vorbind despre Londra, naratorul afirmă:

"Drumurile serii în Londra! Le am în mine ca pe unul din cele mai mari bunuri ale vieții. În ceața ușoară a nopții apropiate, impresia de aventură a străzilor care se desfac înainte, pânza mișcătoare a luminilor, amețeala subtilă a vârtejului. Uneori, la vreo încrucișare de străzi rămân în loc cu o tristețe inexplicabilă și subtilă în piept. Un miros special de benzină mi-a deșteptat în suflet viziunea proaspătă a unui colț din Londra, imagine care a intrat prima dată prim simțurile mele atente."
Pe lângă acțiunea principală, una din părțile fermecătoare ale romanului sunt descrierile diferitelor personaje episodice cu care eroul principal intră în contact. Multe dintre aceste personaje au denumiri rocambolești, precum Belphegor, Kerkowen  sau Caracudis,  Corcoduș, Mânzu, Castron și Trandafiro când este vorba despre români.
Este probabil că unele din aceste personaje nu sunt inventate de scriitor, ci sunt persoane reale cu care s-a întălnit. Astfel, Michael Göring este ușor de identificat ca fiind profesorului său, Carl Schmitt. Personajul din roman face referiri la idei pe care Schmitt le prezintă în lucrările sale, de exemplu la Leviathanul lui Hobbes. Astfel, identificarea personajului, de către Adrian Anghelescu, cu mareșalul Hermann Göring  este greșită. Fărcășanu îl prezintă pe Schmitt ca fiind tipul perfect al oportunistului, prin teoriile pe care le prezintă; în același timp, el exprimă pe de o parte amărăciunea că oportunismul său nu a fost apreciat (Schmitt fusese îndepărtat din diferite funcții pe care le deținea), iar, pe de altă parte, disprețul pentru oficialitățile național-socialiste cu care era silit să colaboreze.

"Știi foarte bine că a critica și a lovi democrația, nu constituie niciun pericol. Riști cel mult să devii interesant și să fi onorat de democrați. Este însă foarte periculos să fii un adversar al dictaturii. Te așteaptă exilul, moartea, mizeria. De aceea sunt atât de puțini revoltați manifești contra opresiunii. Cei invizibili pot fi mulți, dar nu contează. Ceea ce contează este vizibilul, nu invizibilul – expresia nu muțenia. Nici eu nu puteam deci să fiu un dușman al statului total. Găsesc absurd să fac gesturi inutile, să risc sau să fiu un erou mort. Prefer viața cinică, morții nobile și morale. Toate acestea nu sunt decât reflexul spiritual al instituțiunii proprietății. Ai totdeauna  "datoria" să aperi un "patrimoniu", ești totdeauna erou când te sacrifici pentru imbecilii și ambuscații "en place", ești moral când respecți regulile clasei posedante, cari pot fi inumane și antinaturale. Aparent, evident, sacrific acestei ipocrizii proprietare atât cât trebuie. În fond însă o detest. În felul acesta, când o mișcare politică se apropie de succes, mă afiliez ei și încerc s-o servesc pentru a mă servi pe mine.  Astăzi însă recunoștința acestor oameni se macină foarte repede. Sunt ținta atacurilor invidioase ale inculților și semidocților, cari neputându-se prevala de inteligență sau inventivitate, se reclamă de morală și etică politică."
Celelalte personaje sunt mai greu de identificat. Este posibil ca modelul pentru politicianul englez Barson din roman să fi fost James Maxton, leader al Partidului Laburist Independent, care reușea să atragă o largă audiență în anii 1930, deși partidul în sine nu a avut o prezență remarcabilă pe scena politică engleză. Actualul prim-ministru al Regatului Unit, Gordon Brown, recunoaște că în tinerețe a fost fascinat de Maxton, și chiar a publicat  o biografie a lui. Totuși, deoarece Fărcășanu nu a lăsat niciun fel de note explicative, această identificare nu este certă.
Alte personaje din roman, nu sunt personalități politice ale vremii, dar descrierea lor scoate în evidență talentul lui Fărcășanu de a crea un portret al persoanelor respective într-un scurt paragraf.
Unul dintre aceste personaje este Maurice, colocatar la pensiunea "Phopham", pe care în critica sa, Ion Negoițescu îl aseamănă cu Pirgu descris de Mateiu Caragiale: 

"Maurice îmi mânca o mare parte din timp. Metisul ăsta se lipise de mine ca un scaiete. Oricât îl zgâlțiam tot mai rămânea ceva. Ziua mă acompania la "Golden Tortoise" sau la "Marchizul de Cornouailles", seara juca șah. Când aveam rendez-vous-uri cu femei îmi dădea târcoale. Știam că-l voi găsi prim împrejurimi și că mă va pisălogi cu întrebări: cum a fost? cine a fost? în ce fel? etc. Cu fragmentele astea de conversație își pregătea nopți de voluptate erotică. Visa la combinații turbate în care ar fi participat și el. Ajunsese în ultima vreme chiar un fel de asociat al meu, dezavantajându-mă din cauza gurii lui idioate, cu buze groase și respingătoare. Cafeniu cum era, îl prezentam ca pe un câine din Madagascar."

Un alt exemplu al uneia din aceste descrieri este cel al unui cititor întâlnit la Staatsbibliothek. Personajul nu intervine în acțiunea romanului, dar descrierea extrem de plastică a acestui cititor, ilustrează atmosfera de la biblioteca publică în care eroul romanului își petrecea o bună parte din timp.
"Omul… ar putea fi totuși luat drept simbol providențial al declinului occidental…  Schilod, cu torsul răsucit și mic, pus pe două picioare desarticulate și independente unul de altul. Mâinile îi atârnă până peste genunchi ca lui Quasimodo iar capul are o poziție diagonală. Este de altfel capul cel mai original care se poate vedea la bibliotecă. Ochii îi sunt confuz situați, pupilele făcând impresia a două bărci naufragiate, asimetrice. Când privește un obiect se întoarce cu spatele pentru a-l pugtea vedea, razele sale vizuale având probabil o traiectorie curbă. În momentul de vizibilitate maximă trebuie totuși să aibă un unghi de 90 0 între obiect și direcția ochilor. Gura îi este deplasată într-o regiune unde de obicei sunt urechile și secretează permanent un scuipat spumos… Vorbește singut, dialoghează cu un personagiu invizibil, având amare controverse după cum se poate deduce asistând la scenele lui cotidiane, gesticulează cu una din mâini, care este întoarsă pe dos și înmănușată continuu în negru. Are de obicei un maldăr de cărți în față. Ia câte una, o răsfoiește rapid, nervos, o întoarce pe dos, o îndepărtează cât se poate cu mâna, întoarce capul înapoi și începe să citească, uitându-se în altă parte." 
Scriitorul nu pierde din vedere, nicio clipă, că eroii săi sunt tineri intelectuali. Pe de o parte naratorul dovedește că are o cultură deosebită,  diferitele comentarii ale sale făcând comparația cu idei exprimate de gânditori cunoscuți. Pe de altă parte, eroii romanului sunt preocupați să se țină la curent cu  operele literare care erau la modă în anii 1930, a căror cunoaștere era un "sine qua non" al unor tineri intelectuali, schimbând idei asupra lor și cu fetele cu care au legături.  Deși acțiunea nu se petrece în Franța și nu apare niciun francez printre protagoniști, cel mai des menționați sunt scriitorii francezi: Henry de Montherlant,  Marcel Proust, André Gide și alții. Mihail Fărcășanu pare să-l fi admirat mult pe Montherlant, pe care îl citează și în alte lucrări ale sale. În momentul în care Soledad este bolnavă îl roagă pe John să-i citească un pasaj din romanul Les Célibataires. Alegerea acestui roman, care descrie declinul inexorabil al unor membri ai nobilimii de provincie, incapabili să se integreze în lumea contemporană este neașteptată. Dar pasajul pe care Soledad îl solicită este al morții unuia din personajele principale ale romanului, Léon de Coantré. În acest pasaj, Léon o roagă pe bucătăreasa sa, Mélanie, să nu-l lasă să moară singur. Este modalitatea pe care a găsit-o Soledad de a-i face aceeași rugăminte lui John.  Și nu este exclus ca, descriind moartea lui Soledad, Mihail Fărcășanu să fi avut în minte fraza lui Montherland din drama La reine morte (publicată după perioada în care se petrece acțiunea dar înainte de cea în care a fost scris romanul):    
"Ce qui est effrayant dans la mort de l'être cher, ce n'est pas sa mort, c'est comme on en est consolé"

"Ceea ce este îngrozitor în moartea unei persoane dragi, nu este moartea ei, ci ușurința cu care ne consolăm"
De asemenea,  în conversațiile romanului se pomenesc scriitori de limbă engleză printre care Joseph Conrad și, Aldous Huxley. În privința lui Huxley, atenția se îndreaptă în special spre romanele mai vechi ale scriitorului, fiind citate "Antic Hay" și "Point Counter Point", și nu cum ar fi fost poate de așteptat, romanul antitotalitar "Brave New World" (care fiind publicat în 1932 era privit mai mult ca o critică a regimului sovietic). Totuși, chiar în partea din roman care se petrece în Germania, există foarte puține discuții referitoare la autori germani contemporani, în afară de Thomas Mann , așa cum s-a arătat. Referirile la Christian Morgenstern constituie doar o menționare a lecturii lui John, făcută parcă ar vrea să arate că omiterea scriitorilor germani este voită și nu datorită necunoașterii.
Cu atât mai inexplicabil este faptul că unul din puținele citate în limba germană din roman este o frază preluată din volumul Orthodoxy al lui Gilbert Keith Chesterton: Es ist leicht, schwer zu sein. Est is schwer, leicht zu sein (traducere din originalul în limba engleză It is easy to be heavy:  hard to be light. – Este ușor să fi serios: este dificil să fi superficial) . În plus, numele lui Chesterton este menționat doar prin inițialele G.K.C.  Totuși, referirea la volumul lui Chesterton nu trebuie văzută doar ca un simplu citat: Chesterton însuși arată că sensul lucrării sale este cel de a descoperi ceea ce a fost deja descoperit, ilustrat prin parabola navigatorului care printr-o eroare de navigație ajunge în Marea Britanie în loc de a ajunge într-o insulă necunoscută din Pacific. Navigatorul descinde de pe vas și, pentru a lua în posesie teritoriul nou descoperit, înfige victorios steagul Regatului Unit în fața unui templu păgân care se dovedește a fi Pavilionul Regal de la Brighton. Chesterton explică imaginea arătând că putem simultan, pe de o parte,  fi surprinși de lumea înconjurătoare, iar, pe de altă parte, să ne simțim într-o lume care ne este familiară. Este imaginea pe care John, eroul romanului lui Fărcășanu și-o face despre existența sa. 

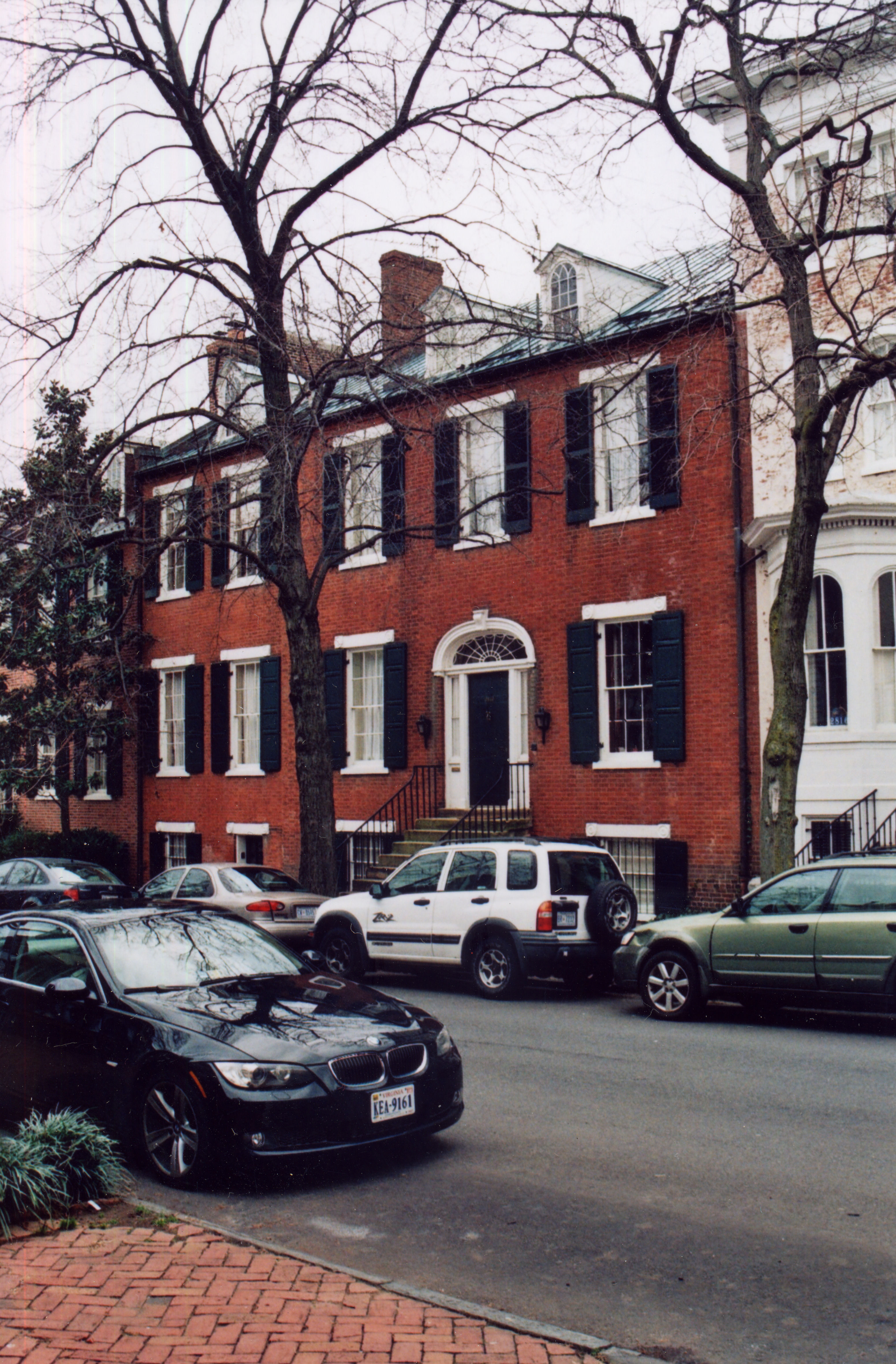
Casa din 2812 N Street NW, cartierul Georgetown în care Mihail Fărcăşanu a locuit în Washington.

În roman sunt de asemenea foarte frecvente referințe la opere muzicale, ceea ce este de așteptat de la Mihail Fărcășanu care era și un violonist foarte talentat. Compozitorul care era în vogă în acea perioadă era Richard Strauss și asistarea la mai multe reprezentații ale operei «Der Rosenkavalier»  ar putea fi interpretată ca un simbol muzical al vieții de frivolitate pe care o ducea eroul romanului. Totuși, lipsa oricărei referințe la Hugo von Hofmannsthal, unul din scriitori germani de succes ai epocii, care concepuse subiectul și scrisese libretul operei contrazice o atare ipoteză. Insistența nu numai asupra operei Der Rosenkavalier dar menționarea în diferite alte momente a poemelor simfonice Ein Heldenleben și Eine Alpensinfonie arată clar că persoana lui Richard Strauss este cea care prezintă importanță pentru autor. În domeniul muzicii contemporane germane, în perioada respectivă, Richard Strauss devenise o persona non grata în fața regimului național socialist, din cauza operei Die schweigsame Frau pe care o scrisese bazată pe opera scriitorului Stefan Zweig, care era evreu. El refuzase să elimine din prorgram numele lui Zweig ca autor al libretului, ceea ce a generat imediat represalii . După numai trei reprezentații, opera din Dresda a sistat spectacolele și fusese eliberat din funcția de președinte al Reichsmusikkammer ("Uniunea muzicienilor din Germania").
În roman nu se face niciun comentariu asupra scriitorilor sau compozitorilor pe care îi preferă eroii romanului. De aceea, faptul că alegerea făcută demonstrează de fapt o luare de poziție ideologică și ilustrează o anumită atitudine a lor poate ușor trece neobservat de către un cititor neavizat.  Aceste exemple arată că în pentru Mihail Fărcășanu nuanțele sunt mai importante decât acțiunea în sine și că el se mulțumește să facă simple aluzii în speranța că cititorii vor putea să deslușească înțelesurile mai adânci ale romanului.
Criticul Adrian Anghelescu regăsește în romanul lui Mihail Fărcășanu o oscilație între senzorial și spiritual, oscilație care apare atât în lucrările lui André Gide, unde definește conflictul psihologic, cât și la Mircea Eliade, unde aceste experiențe pot fi privite ca trepte ale unui itinerar inițiatic. În romanul lui Fărcășanu, nu se poate identifica însă un traseu inițiatic. Personajele lui aparțin unei generații de tineri intelectuali, dominate tocmai de dorința unei duble trăiri senzoriale și spirituale, care se confruntă cu problemele și dilemele specifice vârstei lor, pline de făgăduințe și de incertitudini, de ispite și de neliniști.
"Drama lor constă în imposibilitatea sublimării iubirii carnale într-una sufletească, unică, totală. Cu sufletul bântuit de insolubile contradicții, personajele oscilează între "otrava lecturilor" și chemările Erosului, convinse că actul spiritual al creației și marea dragoste sunt singurele posibilități ale omului de a se depăși pe sine. Necăpătând un sens purificator și eliberator, trăirea la nivel senzorial este, de fiecare dată, un act ratat. Reiterat în compania altor partenere el se transformă într-un act de rutină care, treptat, nu mai satisface exigențele simțurilor, precipitând despărțirile și reluarea căutării. Drumul către "pathosul Absolutului" pe care ei încearcă să-l realitzeze devine tot mai întortocheat, făcând cu neputință de găsit nu numai calea de ieșire dar și cea de întoarcere din inextricabilul labirint în care rătăcesc. Drama lui John – personajul narator – e, într-un fel, aceea a lui Don Juan: nestatornic, incorigibil, el caută genul proxim, misterul feminin, iubirea. Femeia în diversitatea unor chipuri, nume, trupuri pe care hazardul i le scoate în cale, fără a izbuti să trăiască concomitent, în plan sufletesc sau senzorial, marea Dragoste." 
Atunci, când se va întâlni cu această dragoste pe care o căuta, John nu va fi în stare să o recunoască decât atunci când era prea târziu. Îi va trebui câtăva vreme pentru a înțelege că toate căutările sale anterioare erau sterile și nu puteau duce la niciun rezultat tocmai pentru că nu știa ceea ce caută. Și de aceea când, în sfărșit, ajunge conștient că dragostea nu reprezintă doar o satisfacere a unor simțuri, ci că împlinirea ei este rezultatul unei dăruiri și a asumării unor responsabilități el ajunge să piardă dragostea, tocmai deoarece dragostea fiind greu de atins, atunci când apare ea nu trebuie pierdută și irosită; vremea lucrează împotriva dragostei și John o pierde pentru că nu a reușit să o înțeleagă mai devreme.
În studiul său asupra romanului, Anghelescu face următoarea caracterizare:
"Scris într-un stil alert, nervos, sincopat, asemenea unui jurnal – modalitate ce conferă întregii relatări caracterul unei pasionate confesiuni – romanul impresionează prin arta cu care autorul izbutește să individualizeze personajele, chiar și pe acelea care au o prezență fulgurantă, un rol secundar… Acuitatea percepției, plasticitatea imaginii amintesc de finețea și rafinamentul sensibilității proustiene." 
Tot Anghelescu găsește o analogie între Frunzele nu mai sunt aceleași cu  Craii de Curtea-Veche, unul din romanele preferate ale lui Fărcășanu, arătând că ambele descriu viața boemă a unui grup de intelectuali. Dar un paralelism mai profund poate fi pus în evidență de faptul că ambele zugrăvesc sfârșitul unei lumi și tocmai din această analogie iese însă în evidență și deosebirea dintre cele două romane. Mateiu Caragiale descrie sfârșitul vieții eroului său principal, care își văzuse dorințele împlinite și care murea fericit.
"Pașadia… a mai avut norocul să moară înainte de a fi silit să îndure după război, din nou, la bătrânețe, umilința sărăciei, înainte de a suferi, și mai dureroasă poate, arsura desamăgirii și a desmințirilor, de a vederea că nu el ci Pirgu avusese dreptate, de a-l vedea pe Pirgu…prefect, deputat, senator, ministru plenipotențiar.
Eroul lui Fărcășanu, cu care autorul se identifică, ajunge la sfârșitul romanului fără o asemenea împlinire. În momentul în care, devenind conștient, în urma unui accident tragic, se pregătește pentru o viață în care să se realizeze, lumea din jurul său capătă trăsăturile pe care i le dădea Matei Caragiale, în care este loc numai pentru caractere ca Pirgu și în care nu mai este loc pentru oameni ca Fărcășanu.
Apariția romanului a fost promită extrem de favorabil. Astfel:
- La scurt timp după apariția romanului, un juriu al editurii Cultura Națională îi decernează premiul pentru roman.
- Într-o cronică radiodifuzată la 4 mai 1946, criticul Pompiliu Constantinescu comentează foarte favorabil romanul, scoțând în evidență valoarea sa deosebită. Constantinescu apreciază că romanul aparține epocii literare reprezentate de scriitorii generației de la 1928, generație căreia îi aparținea, de altfel, Mihail Fărcășanu, cu toate că prima sa lucrare literară apăruse abia în 1946.
- În numărul din 16 iulie 1946,  în săptămânalul Lumea, condus de George Călinescu, apare o cronică foarte elogioasă intitulată Un mare scriitor: Mihail Villara, semnată de Virgil Ierunca. Se pare că acest elogiu a constituit unul din motivele interzicerii revistei imediat după aceea.
- La 25 iulie 1946, ziarul "Liberalul" publică o cronică despre roman, semnată de Mihnea Marmeliuc

Romanul a fost recenzat mai recent de Ion Negoițescu în revista "Cuvântul Românesc" din Canada care afirmă:
"Eficient de bună seamă, stilul acestui memorial nu cunoaște sticlirile de valori spurcate cu care îți ia ochii și îți ațâță imaginația marele Mateiu, dar eficiența lui provine din eleganta pondere a intelectului. Atmosfera se creează cu simplitate, cuvintele degajează ceea ce singura inteligență sensibilă îngăduie, simțurile păstrându-și buna cuviință."  
În sfârșit, în alt articol de prezentare a romanului, Șerban Andronescu arată:
"Recunoaștem la Mihail Villara (Fărcășanu) acel gen de introspecție bine susținut în literatura noastră anterioară de Camil Petrescu, de Anton Holban sau Gib Mihăescu și condus pe aceeași linie de intelectualitatea sigură de sine, aptă prin urmare să suporte burghiul dubiilor morale. Și în acest sens, memorialul său constituie un document."  
Deși romanul "Frunzele nu mai sunt aceleași" este unul din cele mai bune romane din anii 1940, perioada anterioară celei a realismului socialist, el este foarte puțin cunoscut în România.

### Viața Sarmizei Bilcescu-Alimănișteanu
Volumul este o biografie a Sarmizei Bilcescu, prima femeie din lume care a obținut titlul de doctor în științe juridice. Extrem de dotată și de cultivată, Sarmiza Bilcescu a avut de înfruntat multiple dificultăți până să treacă examenul de doctorat la  Universitatea din Paris (Sorbona) în 1891. Evenimentul stârnise vâlvă și fusese semnalat într-un amplu reportaj în revista franceză "L’Illustration", Întoarsă în țară, Sarmiza s-a căsătorit cu inginerul Alimăneșteanu.
Cartea a fost scrisă la rugămintea lui Dumitru Alimăneșteanu, fiul Sarmizei, care făcea parte, ca și Mihail Fărcășanu, din gruparea intelectuală liberală "Păreri Libere". Personalitatea Sarmizei Bilcescu-Alimăneșteanu l-a captivat pe Mihail Fărcășanu, care a reușit să scrie o biografie, în care se relevă încă odată calitățile sale literare. Dar în același timp se simte o detașare a autorului de subiect, determinată poate de depărtatea subiectului atât de experiența sa personală, cât și de preocupările sale din acel moment. Cu toate acestea volumul constituie o lectură extrem de agreabilă.
Mihail Fărcășanu a reușit să termine manuscrisul înainte de a părăsi România,  Manuscrisul a rămas în grija lui Dan Amedeu Lăzărescu care a reușit să-l convingă pe directorul editurii "Cartea Românească" să o publice în 1947 (după plecarea din țară a autorului) sub același pseudonim de Mihail Villara. Este de regretat faptul că lucrarea nu a mai fost republicată ulterior.

## Articole politice
În afara acestor volume, mai trebuie semnalată activitarea publicistică a lui Mihail Fărcășanu. În perioada în care a condus ziarul "Viitorul", el s-a angajat într-o campanie susținută de presă, militând pentru păstrarea instituțiilor democratice precum și a libertăților și a drepturilor individuale. Numeroasele sale articole politice, majoritatea lor tipărite în ziarul "Viitorul" sunt dedicate nu doar analizei situației politice, ci constituie lucrări de teorie politică a liberalismului. Dacă din punct de vedere ideologic Fărcășanu era un liberal, din punct de vedere conceptual era un adept al lui Vasile Pârvan considerând, ca și acesta, că ideile fundamentale ale culturii sociale contemporane erau ideea democratică și ideea de libertate . Fărcășanu era convins că transpunerea în viață pe plan uman și social a acestor idei interdependente era indispensabilă pentru concilierea intereselor generale ale colectivității cu cele individuale ale membrilor ei. Adrian Anghelescu consideră că atașamentul față de aceste idei explică în bună măsură aderența sa la liberalism.
În articolul Sfârșitul totalitarismului, apărut în 31 august 1944 Mihail Fărcășanu exprima dezideratul – și implicit îndoiala – ca pe ruinele vechii tiranii, răsturnate cu sacrificiul a milioane de oameni să nu se ridice alta, tot atât de intolerantă și de ostilă oricăror forme de libertate individuală.
În articolul Credincios ție însuți, apărut la 27 octombrie se ocupa de etica actului politic afirmând
 "Păstrează-ți convingerile și ființa națională, nu abdica de la ceea ce este drept și în acord cu demnitatea omenească, nu ceda sugestiei și avantagiilor aparente. Fii aleși în suferință sau când soarta îți este prielnică. Fii credincios tradițiilor care au îngăduit ridicarea patriei, neatârnării tale omenești și și cari au asigurat biruința adevărului în lume" 
 Nu este vorba doar de a da sfaturi altora; sunt principii pe care el însuși le-a aplicat consecvent toată viața.
Cuvântul de deschidere al lui Fărcășanu la conferința de la Sinaia tinererului liberal a fost publicat în ziarul "Viitorul" în trei articole consecutive: Liberalismul social, Liberalism și umanism și Liberalism și naționalism în care discută ideile și valorile fundamentale ale doctrinei liberale. Mihail Fărcășanu, scoate în evidență tradiția făuritorilor liberalismului din România; Ion C. Brătianu, C. A. Rosetti, Vintilă I. C. Brătianu și alții
"Liberalismul, așa cum l-am moștenit noi, este credința în ratio, în individualism, în viziunea antropocentrică, în sanctitatea contractului, în libertatea spirituală, în statul de drept, în suveranitatea lui, în egalitate, în progres și în fraternitate." 
În același timp, Fărcășanu militează pentru un liberalism înnoitor, care ține seama de modificările din societatea contemporană și are în vedere criticile liberalismului clasic, formulate, printre alții, de Benedetto Croce, care considera că, fiind antiegalitar, liberalismul favorizează spiritul mercantil și deci oligarhia, care se naște din libera concurență:
"Liberalismul este în același timp favorabil și ostil democrației. Favorabil, deoarece clasa sa politică este o clasă deschisă… El este ostil democrației, deoarece aceasta tinde să substituie numărul și cantitatea calității, deoarece el știe că datorită acestui fapt democrația deschide calea demogagiei și, involuntar, dictaturii și tiraniei și, astfel, duce la propria sa distrugere."  
Pentru a evita asemenea derapări, în spiritul unei etici a carității și a echității, pe care o considera indispensabilă, el preconiza o permanentă redimensionare a raporturilor sociale, pentru a se evita formarea unor discrepanțe între diferitele categorii umanie și pentru a preîntâmpina stările conflictuale, de criză. Dacă principiul fundamental al liberalismului clasic era neintervenția statului, Fărcășanu considera că statul nu se poate complace doar în postura unui arbitru neutru, lăsând la voia întâmplării mecanismele economiei de piață. Statul trebuie să-și asume un rol activ de evitare a unor inechități și decalaje flagrante. În viziunea lui Fărcășanu, liberalismul trebuia să realizeze un mediu favorabil dezvoltării personalității în societate, ceea ce presupunea redefinirea raporturilor sociale devenite inechitabile.
"Principiul individual în economia pieței, adică în economia liberală prin excelență, trebuie să fie echilibrat de princiul social și uman, menit să îndepărteze pericolul de moarte al proletarizării. Aici este rolul uman al liberalismului: a lupta pentru desproletarizarea categoriilor muncitoare, susținând o politică socială energică, promovând o largă difuzare a proprietății, asigurând descentralizarea în toate domeniile."
Trebuie ținut seama că aceste idei erau prezentate în perioada în care partidul comunist susținea tocmai ideile contrare, de reducere a întregii populații la nivelul de sărăcie al proletariatului, de desființare a proprietății și de generalizare a intervenției statului în toate domeniile. Liberalismul era incompatibil cu orice concepții reducționiste, care ignoră natura complexă a personalității umane, eșuând în extremism. Într-o epocă dominată de ideologii care își proclamau infailibilitatea principiilor și care căutau să instaureze domnia arbitrarului, înlocuind argumentele cu lozinci propagandistice, Mihail Fărcășanu nu concepea liberalismul ca pe un sistem de idei abstracte, cu o permanentă valabilitate teoretică, ci ca pe o concepție care caută să asigure individului un rol bine determinat în planul vieții sociale, statul nemaifiind un instrument coercitiv, autoritar și discreționar, ci garantul de fiecare clipă al libertății oamenilor 
Mihail Fărcășanu considera că liberalismul român are o apartenență națională:
"Acest naționalism vine din respectul pentru om și din ideea de echitate, el nu se va transforma niciodată în șovinism sau în imperialism rasial. Naționalismul liberal conține, în însăși rațiunea sa de a fi, toleranța și egalitatea în drepturi pentru toate grupurile naționale."
Tot în ianuarie 1945, Mihail Fărcășanu duce o campanie de presă susținută în ziarul "Viitorul" în favoarea recunoașterii drepturilor României la statutul de țară cobeligerantă.. Seria cuprinde articolele Cobeligeranța (23 ianuarie 1945), O datorie imperioasă (27 ianuarie 1945), Premisele cobeligeranței (28 ianuarie 1945),  Rațiunile cobeligeranței (3 februarie 1945), Drepturile României (5 februarie 1945) și URSS și cobeligeranța României (7 februarie 1945). În această serie de articole Fărcășanu scoate în evidență importanța statutului de cobeligeranță și insistă asupra necesității guvernului român să întreprindă toate acțiunile pentru a obține acest statut. Fărcășanu considera acest statut ca o premiză esențială atât pentru obținerea autorității asupra Ardealului de Nord, cât și pentru independența României, care ieșea din categoria țărilor învinse și, ca atare, putea spera la terminarea ocupației sovietice și la revenirea unui sistem democratic, care să nu fie impus din exterior.
În ultimul număr al ziarului "Viitorul", din 18 februarie 1945, Mihail Fărcășanu își încheie activitatea publicistică prin ultimul său articol intitulat Pentru libertate în care își afirmă convingerea în forța nepieritoare a ideilor:
 "Ideile trebuiesc trăite. Numai atunci valoarea lor este reală și numai atunci cei cari le profesează sunt adevărați oameni. Ideile afișate dar goale de conținut și de viață, sunt scutul lașității și al sclaviei. În larma lor sinistră, dar fără substanță, se agită vermina societăților, gândacii infecți ai oportunismelor servile. Cunoaștem cu toții răul pe care l-a făcut României lipsa de bărbăție, emascularea unei părți din burghezie și din muncitorime, care s-au lăsat aproape totdeauna să fie remorcate de extremism. Sperând să-și salveze pozițiile prin tranzacție și concesii perpetue, subvenționând unii cu bani și alții cu persoana lor, isteriile politice, ei nu au reușit decât să-și mineze propira lor existență ca oameni liberi și ca stare funcțională a societății. Astăzi același fenomen se repetă."

## Epilog
Personalitatea lui Mihail Fărcășanu a fost caracterizată astfel:
"Era dintre acei intelectuali care văd idei, le trăiesc și le apără până la ultimele consecințe, însă nu cu un fanatism dogmatic și nici cu teatralitatea unor retori, specialiști în acrobații verbale, ci cu luciditate și cu simț al măsurii. Făcea parte dintre acei oameni care, chiar și în cele mai potrivnice circumstanțe ale vieții, izbutesc să păstreze intactă concordanța dintre gând, vorbă și faptă… Pentru Mihail Fărcășanu adevărul moral nu era într-atât de relativ pentru a presupune fațete contrarii, interșanjabile, Nu era așadar un om al cuvintelor supărătoare și meșteșugite, care dispar fără urmă după învolburări de moment, ci al ideilor care se transformă în convingeri morale. A nu le trăda i se părea un mod de a rămâne credincios ție însuți."
Și chiar dacă nu există nicio explicație logică, Mihail Fărcășanu pare să fie cel care a fost descris în versurile scriitorului său preferat Mateiu Caragiale:
"Tu cel ce-ai cules floarea spinoasă-a-nstrăinării
Și-a ei mireasmă-amară cu patimă-ai sorbit
La-ndemnul Amintirii ce-n prag ți-a răsărit,
Nu te lăsa ca pradă să cazi înduioșării 

Zadarnice. Respinge deșarta-i mângâiere
Și oricât de adâncă ar fi a ta durere
Trufia nu ți-o pierde, rămâi nepăsător,
 
Nu te opri, nu plânge, și dacă-și stau morminte
În drum, treci peste ele, înnăbușe-al tău dor,
Și-n neagra noapte pleacă, cu fruntea sus-nainte."

## Opere (retrospectivă)
- Über die geistesgeschichtliche Entwicklung des Begriffes der Monarchie, Editura Konrad Tiltsch, Würzburg, 1938.
- The sense of the new political regime of Romania, Rumanian Quarterly, 1939.
- Monarhia Socială, Editura Fundației pentru Literatură și Artă „Regele Carol II”, București, 1940.
- Libertate și existență (eseu), 1942.
- Liberalismul social, Viitorul, 3 ianuarie 1945.
- Liberalism și umanism, Viitorul, 4 ianuarie 1945.
- Liberalism și naționalism, Viitorul, 5 ianuarie 1945.
- Pentru libertate, Viitorul, 18 februarie 1945.
- Scrisori către tineretul român, Civitas Humana, București, 1946.
- Frunzele nu mai sunt aceleași, Editura Cultura Națională, București, 1946 (sub pseudonimul Mihail Villara).
- Viața Sarmizei Bilcescu-Alimănișteanu, Editura Cartea Românească, București, 1948 (sub pseudonimul Mihail Villara).

## Cronologie
- 10 noiembrie 1907 – Se naște Mihail Fărcășanu, la București
- 1927 - Trece bacalaureatul la Liceul Alexandru Lahovari din Râmnicu-Vâlcea și se încrie la Facultatea de Drept din București.
- 1931 - Trece examenul de licență la Facultatea de Drept din București
- 1935 - Pleacă la Londra și urmează cursurile de studii politice ale prof. Harold Laski la London School of Economics
- 1936 – 1938 Își pregătește doctoratul la Universitatea Friedrich Wilhelm din Berlin sub îndrumarea prof. Carl Schmitt.
- 1938 – Susține teza de doctorat cu titlul "Über die geistesgeschichtliche Entwicklung des Begriffes der Monarchie",
- 1938 – Se căsătorește cu Pia Pillat.
- 1939 – Apare primul număr al publicației "Rumanian Quarterly" al Societății Anglo-Române, avându-l ca editor șef pe Mihail Fărcășanu
- 1940 – Publică lucrarea "Monarhia socială"
- 1940 - Este numit șef al organizației tineretului liberal.
- 1940 – 1944 Conduce ziarul "Românul", oficios al Partidului Național Liberal.
- 1943 – 1944 Lucrează ca corespondent de război pe frontul de est.
- 1944 Este reales șef al organizației tineretului liberal.
- 1944 – 1945 Conduce în calitate de director cotidianul « Viitorul »
- 1946 - Publică romanul "Frunzele nu mai sunt aceleași" sub pseudonimul Mihail Villara și volumul "Scrisori către tineretul român"
- Octombrie 1946 –  Fuge din România împreună cu soția sa
- Noiembrie 1946 – Este condamnat la moarte în contumacie în România
- 1947 – Apare la București "Biografia Sarmizei Bilcescu-Alimănișteanu" sub pseudonimul Mihail Villara.
- 1948 – Se stabilește la New York, Statele Unite.
- 1948 – Este numit membru al Comitetului Național Român, reprezentând Partidul Național Liberal.
- 1950 – Prin reorganizarea Comitetului Național Român este exclus din Comitet.
- 1950 – Este numit director al secție române a postului de radio Europa Liberă.
- 1950 – Este membru fondator al Ligii Românilor Liberi
- 1952 – Divorțează de Pia Pillat
- 1953 - Este ales președinte al Ligii Românilor Liberi.
- 1953 - Părăsește postul de radio Europa Liberă
- 1955 - Se căsătorește cu Louise Gunther.
- 1960 - Înființează împreună cu soția sa Fundația « Franklin Mott Gunther for the Advancement of Romanian Culture and Litterature,
- 11 noiembrie 1974  - Se stinge din viață soția sa Louise Gunther Fărcășanu
- 1975 - Donează întreg patrimoniul Fundației “Franklin Mott Gunther” catedralei ortodoxe române “Sfânta Maria” din Cleveland.
- 14 iulie 1987 - Mihail Fărcășanu moare la Washington DC, Statele Unite ale Americii.